# FDP Niedersachsen
Die FDP Niedersachsen ist der Landesverband der Freien Demokratischen Partei im Bundesland Niedersachsen. Seit 2022 befindet sie sich in der außerparlamentarischen Opposition.

## Geschichte

### Nachkriegsjahre von 1945 bis 1962

Stellvertretender Ministerpräsident und Verkehrsminister von 1946 bis 1947: Theodor Tantzen

Die FDP in der Britischen Besatzungszone wurde vor Gründung des Landes Niedersachsen am 7. und 8. Januar 1946 in Opladen gegründet. Der FDP-Landesverband Niedersachsen entstand durch den Zusammenschluss der Landesverbände Braunschweig, Hannover und Oldenburg am 28. Mai 1947. Mitglieder waren oftmals vorherige Mitglieder liberaler Parteien wie der DDP und der DVP. In den Gründungstagen des Landes Niedersachsen war die Ausrichtung der FDP eher nationalliberal; liberale Hochburgen im Land waren damals Oldenburg, Ostfriesland und Göttingen.
Die FDP Niedersachsen war vom 23. August bis zum 25. November 1946 im Kabinett Kopf des Landes Hannover mit dem geschäftsführenden Wirtschafts- und Verkehrsminister und stellvertretenden Ministerpräsidenten Wilhelm Heile vertreten. Sie stellte 6 von 73 Abgeordneten im Landtag des Landes Hannover. Im ernannten Landtag des Landes Oldenburg stellte die FDP 16 von 54 Abgeordneten. Der FDP-Politiker Theodor Tantzen wurde am 24. April 1945 im Land Oldenburg Ministerpräsident. Am 23. November 1946 endete seine Amtszeit. In dem ernannten Landtag des Landes Braunschweig, das vom 21. Februar 1946 bis zum 21. November 1946 bestand, stellte die FDP 3 von 63 Abgeordneten. Mit der Gründung des Landes Niedersachsen im Spätherbst 1946 aus den ehemaligen Ländern Braunschweig, Hannover, Oldenburg und Schaumburg-Lippe wurde ein neuer Landtag ernannt. Dort stellte die FDP 8 von 63 Abgeordneten. Im Kabinett Kopf I stellte sie mit Theodor Tantzen den stellvertretenden Ministerpräsidenten und Verkehrsminister vom 25. November 1946 bis zum 11. Januar 1947. Der FDP-Politiker Ernst Martens wurde neuer Verkehrsminister. 1946 wurde Walther Hasemann zum Vorsitzenden der niedersächsischen FDP gewählt.
Die FDP zog bei der ersten Wahl zum Niedersächsischen Landtag 1947 mit einem Ergebnis von 8,8 % und 13 Sitzen in den Landtag ein und stellte mit Johann Albers einen Minister im Allparteien-Kabinett Kopf II. Ab 1948 (Kabinett Kopf III) blieb sie in der Opposition. 1949 löste Artur Stegner den Landesvorsitzenden Walther Hasemann ab.  Bei der Landtagswahl 1951 erzielte die FDP mit einem Ergebnis von 8,3 % leichte Verluste und zog mit 12 Abgeordneten in den niedersächsischen Landtag. An der Regierung  Kopf IV blieb die FDP unbeteiligt. 1954 wurde Joachim Strömer neuer Landesvorsitzender.
Die Zeit war geprägt von Flügelkämpfen zwischen dem linksliberalen Flügel, auch als Alt-Liberale bezeichnet und dem in Niedersachsen vorherrschenden nationalliberalen Flügel, auch Neu-Liberale genannt. Im Sommer 1953 wurde von linksliberalen Mitgliedern des Bezirksverbands Groß-Hannover und des Kreisverbands Hannover-Stadt der Liberale Bund gegründet. Der Liberale Bund fühlte sich weiterhin der Bundes-FDP zugehörig, nicht aber dem Landesverband und warf letzterem „Unterwanderung durch anti-liberale Elemente“ vor. Die Abspaltung erfolgte nach einem Streit des rechten und des linken Flügels der Partei, der liberale Bund gehörte dabei dem linken Flügel an. Dem Bund traten die Landtagsabgeordneten Bruno Schröder und Grete Sehlmeyer bei. Schröder schloss sich noch vor Ende der Legislaturperiode der SPD an.
Bei der Landtagswahl 1955 erzielte die FDP bei der Wahl ein Ergebnis von 7,9 % und zog mit 12 Abgeordneten in den niedersächsischen Landtag. Die 7-jährige Oppositionszeit endete. Zusammen mit CDU, GB/BHE und DP bildete sie die erste Regierung ohne Beteiligung der SPD in Niedersachsen. Im Kabinett Hellwege I stellte sie bis 1957 mit dem Aufbauminister Konrad Mälzig, dem Justizminister Arvid von Nottbeck (ab 3. Oktober 1956) und den Kultusministern Leonhard Schlüter (26. Mai 1955 – 11. Juni 1955) und Richard Tantzen (14. September 1955–28. Februar 1956), die sich mit der DP im Kultusministerium abwechselten, drei Minister. 1955 löste Konrad Mälzig den Landesvorsitzenden Joachim Strömer ab. Ein Jahr später wurde Carlo Graaff neuer Landesvorsitzender der niedersächsischen FDP.
Am 30. September 1957 bildeten FDP und die Vertriebenenpartei BHE eine gemeinsame Fraktion im Landtag. Am 4. November 1957 nahm diese die sechs Abgeordneten der rechtsextremen Deutschen Reichspartei als Gäste auf. Da sich die Fraktion weigerte, die Aufnahme rückgängig zu machen, beendete Ministerpräsident Hellwege die Koalition und bildete am 19. November 1957 eine neue Regierung aus DP, CDU und SPD. Für die FDP folgten 1½ Jahre Oppositionszeit bis zur nächsten Landtagswahl.
Mit einem Ergebnis von nur 5,2 % und 8 Abgeordneten schaffte die FDP bei der Landtagswahl 1959 den Wiedereinzug in den Landtag. Gegenüber der letzten Landtagswahl waren das Einbußen von 2,7 Prozentpunkten. Gemeinsam mit SPD und GB/BHE bildete sie eine Koalition und stellte im Kabinett Kopf V mit dem Wirtschafts- und Verkehrsminister Carlo Graaff und dem Justizminister Arvid von Nottbeck zwei Minister. Aufgrund des Todes von Hinrich Wilhelm Kopf wurde die Koalition unter dem neuen Ministerpräsidenten Georg Diederichs fortgeführt. Die FDP stellte im Kabinett Diederichs I mit dem Wirtschafts- und Verkehrsminister Carlo Graaff und dem Justizminister Arvid von Nottbeck erneut zwei Minister. Im Laufe der Zeit entfernte sich die FDP Niedersachsen dabei mehr von ihren nationalliberalen Wurzeln.

### Von 1963 bis 1999

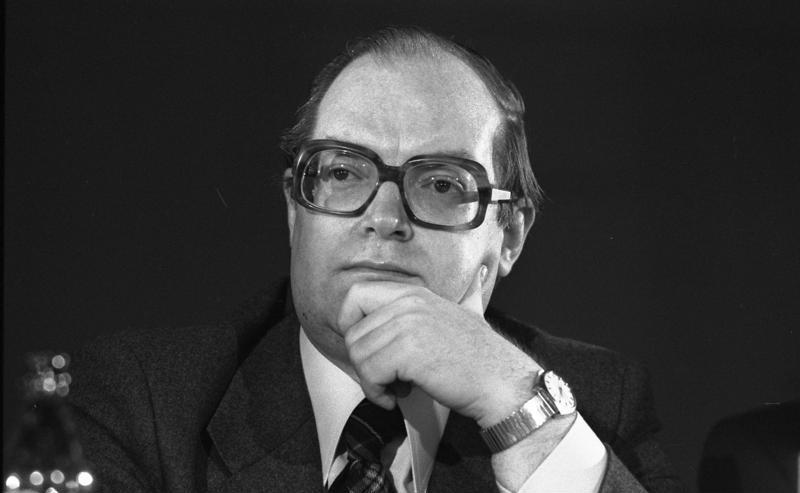
Innenminister von Niedersachsen
von 1974 bis 1976 und 1977 bis 1978 sowie ehemaliger Landesvorsitzender: Rötger Groß (1976)

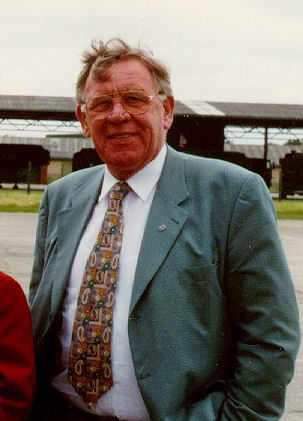
Landesvorsitzender von 1978 bis 1991, sowie Landtagsabgeordneter von 1974 bis 1978, 1982 bis 1984 und 1986 bis 1994: Heinrich Jürgens

Die Landtagswahl 1963 endete für die FDP mit einem Ergebnis von 8,8 %. Gegenüber der vorherigen Landtagswahl wurden Zugewinne in Höhe von 3,6 Prozentpunkten erzielt. Die Verluste der letzten drei Landtagswahlen konnten wieder ausgeglichen werden. Sie zog mit 14 Abgeordneten in den niedersächsischen Landtag. Gemeinsam mit der SPD bildete die FDP eine Koalition. Im Diederichs II stellte die FDP mit dem stellvertretenden Ministerpräsidenten und Wirtschaft und Verkehrsminister Carlo Graaff, dem Finanzminister Jan Eilers, dem Justizminister Arvid von Nottbeck und dem Kultusminister Hans Mühlenfeld (bis 24. April 1965) vier bzw. fünf Minister. Am 13. Mai 1965 endete die Koalition und die FDP wurde Oppositionspartei.
Bei der Landtagswahl 1967 wurde die FDP mit einem Ergebnis von 6,9 % und Verluste in Höhe von 1,9 Prozentpunkten und 10 Abgeordneten viertstärkste Fraktion im niedersächsischen Landtag. Sie wurde nicht an der Regierung beteiligt. 1968 löste Rötger Groß den langjährigen Landesvorsitzenden Carlo Graaff ab. Die Landtagswahl 1970 endete für die FDP mit einem Ergebnis von nur 4,4 % und Verlusten in Höhe von 2,5 Prozentpunkten. Damit blieb die FDP erstmals in Niedersachsen unter der 5-%-Hürde und schied aus dem Landtag aus. Es folgte eine 4 Jahre andauernde außerparlamentarische Oppositionszeit.
Mit der Landtagswahl 1974 gelang es der FDP mit 7,0 % und einem Stimmenzuwachs von 2,6 Prozentpunkten die außerparlamentarische Oppositionszeit zu beenden. Sie zog mit 11 Abgeordneten in den niedersächsischen Landtag. Gemeinsam mit der SPD bildete sie eine sozialliberale Koalition. Im Kabinett Kubel II stellte die FDP mit dem stellvertretenden Ministerpräsidenten und Innenminister Rötger Groß sowie dem Wirtschafts- und Verkehrsminister Erich Küpker zwei Minister. Die Koalition endete am 15. Januar 1976. Die SPD-FDP-Regierung wurde durch eine CDU-Alleinregierung abgelöste. Ab dem 6. Februar 1976 bildete die FDP mit der CDU eine christlich-liberale Koalition. Im Kabinett Albrecht II stellte die FDP mit dem stellvertretenden Ministerpräsidenten und Innenminister Rötger Groß und dem Wirtschafts- und Verkehrsminister Erich Küpker zwei Minister.
Die Landtagswahl 1978 endete für die FDP mit dem bis heute schlechtesten Wahlergebnis von 4,2 %, gegenüber der letzten Landtagswahl verlor die FDP 2,8 Prozentpunkte. Es folgte eine 4-jährige außerparlamentarische Oppositionszeit. Im Zuge der Landtagswahl 1982 kehrte die FDP mit einem Ergebnis von 5,9 % und 10 Abgeordneten als viertstärkste Fraktion in den niedersächsischen Landtag zurück. Im Vergleich zur vorherigen Landtagswahl gewann sie 1,7 Prozentpunkte hinzu. Sie wurde Oppositionspartei. Heinrich Jürgens löste Rötger Groß als Landesvorsitzenden ab.
Die Landtagswahl 1986 endete mit einem Ergebnis von 6,0 % für die FDP. Im Vergleich zur vorherigen Landtagswahl konnte die FDP mit einem Zugewinn von 0,1 Prozentpunkten ihr Ergebnis halten und zog mit 9 Abgeordneten in den niedersächsischen Landtag. Mit der CDU unter dem Ministerpräsidenten Ernst Albrecht bildete sie eine schwarz-gelbe Koalition. Im Kabinett Albrecht V wurde Walter Hirche Minister für Wirtschaft, Technologie und Verkehr und Heinrich Jürgens Minister für Bundes- und Europaangelegenheiten.
Mit der Landtagswahl 1990 wurde die schwarz-gelbe Koalition von einer rot-grünen Regierung unter Gerhard Schröder abgelöst. Die FDP erzielte 6,0 % und konnte ihr Ergebnis halten und wurde mit 9 Abgeordneten drittstärkste Fraktion. 1991 löste Stefan Diekwisch den langjährigen Landesvorsitzenden Heinrich Jürgens ab. In der darauf folgenden Landtagswahl im Jahr 1994 schied die FDP mit einem Ergebnis von 4,4 % und einem Verlust von 1,6 Prozentpunkten aus dem niedersächsischen Landtag aus. Es war der Beginn einer 8 Jahre andauernden außerparlamentarischen Oppositionszeit. 1994 wurde Walter Hirche Landesvorsitzender der niedersächsischen FDP. Die Landtagswahl 1998 brachte der FDP zwar Stimmenzuwächse von 0,5 Prozentpunkten, doch blieb ihr mit einem Ergebnis von 4,9 % der Einzug in den Landtag sehr knapp verwehrt.

### 2000er bis heute

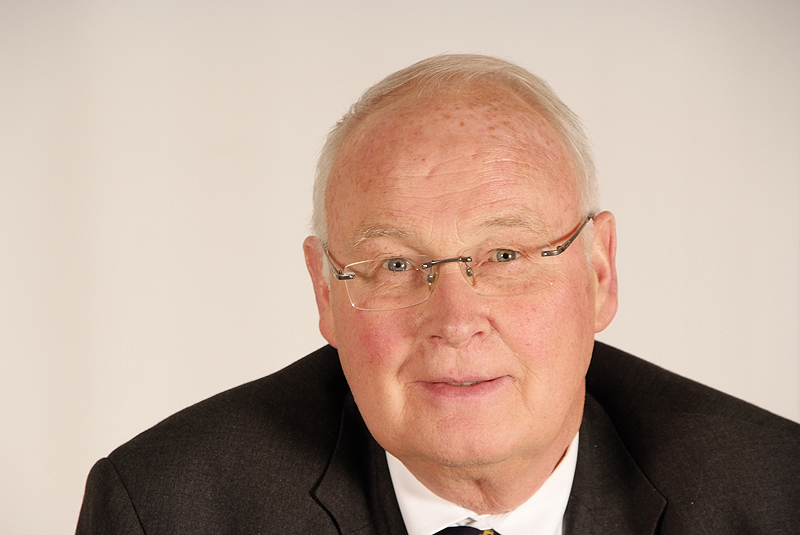
Umweltminister in Niedersachsen von 2003 bis 2012: Hans-Heinrich Sander (2009)

Bei der Landtagswahl 2003 wurde mit 3,2 Prozentpunkten Stimmenzuwachs ein Ergebnis von 8,1 % erzielt und somit 15 Sitze im Landtag gewonnen. Gemeinsam mit der CDU bildete sie mit dem neuen Ministerpräsidenten Christian Wulff eine schwarz-gelbe Regierung. Die rot-grüne Landesregierung unter den sozialdemokratischen Ministerpräsidenten Gerhard Schröder, Gerhard Glogowski und Sigmar Gabriel wurde abgelöst. Die FDP stellte im Kabinett Wulff I mit dem stellvertretenden Ministerpräsidenten und Minister für Wirtschaft, Arbeit und Verkehr Walter Hirche, sowie dem Umweltminister Hans-Heinrich Sander zwei Minister. 2006 wurde Walter Hirche von Philipp Rösler als Landesvorsitzender der niedersächsischen FDP abgelöst.
Bei den Landtagswahlen 2008 konnte die FDP mit leichten Zuwächsen in Höhe von 0,1 Prozentpunkten ihr Ergebnis mit 8,2 % zwar verteidigen, musste aber aufgrund des verkleinerten Landtags auf zwei Sitze verzichten und besetzte nunmehr 13 Sitze im Niedersächsischen Landtag. Die schwarz-gelbe Koalition wurde mit den Ministern Walter Hirche und Hans-Heinrich Sander im Kabinett Wulff II fortgeführt. Walter Hirche blieb bis zum 18. Februar 2009 stellvertretender Ministerpräsident und Minister für Wirtschaft, Arbeit und Verkehr. Philipp Rösler löste ihn ab und wurde neuer stellvertretender Ministerpräsident und Minister für Wirtschaft, Arbeit und Verkehr. Im März 2009 wurde Walter Hirche für sein langjähriges Engagement zum Ehrenvorsitzenden der FDP Niedersachsen ernannt. Im Zuge der Bundestagswahl 2009 wurde Philipp Rösler Bundesminister für Gesundheit und beendete seine Amtszeit als Landesminister für Wirtschaft, Arbeit und Verkehr und als stellvertretender Ministerpräsident am 27. Oktober 2009. Am 28. Oktober 2009 wurde Jörg Bode neuer Landesminister für Wirtschaft, Arbeit und Verkehr und  stellvertretender Ministerpräsident. Durch die Wahl von Christian Wulff zum Bundespräsidenten wurde am 1. Juli 2010 David McAllister neuer Ministerpräsident von Niedersachsen. Die schwarz-gelbe Koalition wurde mit den Landesministern Jörg Bode und Hans-Heinrich Sander fortgesetzt. Im September 2011 wurde Stefan Birkner zum neuen Vorsitzenden der FDP Niedersachsen gewählt, nachdem Philipp Rösler den Bundesvorsitz der FDP übernommen hatte. Im März 2013 wurde er im Amt bestätigt. Am 18. Januar 2012 löste Stefan Birkner den langjährigen Umweltminister Hans-Heinrich Sander ab.
Bei der Landtagswahl 2013 erzielte die FDP mit 9,9 % der Stimmen ihr bestes Ergebnis aller Zeiten, nachdem sie in den Umfragen vor der Wahl bei oder unter der Fünf-Prozent-Hürde gesehen worden war und zog mit 14 Abgeordneten in den niedersächsischen Landtag. Bis zum Regierungswechsel 2013 waren Jörg Bode im Ressort für Wirtschaft, Arbeit und Verkehr und Stefan Birkner, der am 18. Januar 2012 Hans-Heinrich Sander im Ressort Umwelt und Klimaschutz ablöste, Minister im Kabinett McAllister.
Bei der Landtagswahl 2017 erreichte die FDP ein Ergebnis von 7,5 % und zog mit 11 Abgeordneten in den Niedersächsischen Landtag ein.
Bei der Landtagswahl 2022 erreichte die niedersächsische FDP mit Stefan Birkner als Spitzenkandidaten nur noch 4,7 % der Stimmen, scheiterte damit an der Fünfprozenthürde und verpasste den Wiedereinzug in den Landtag. Der Landesverband befindet sich seither wie zuletzt von 1994 bis 2003 in der außerparlamentarischen Opposition.

## Struktur

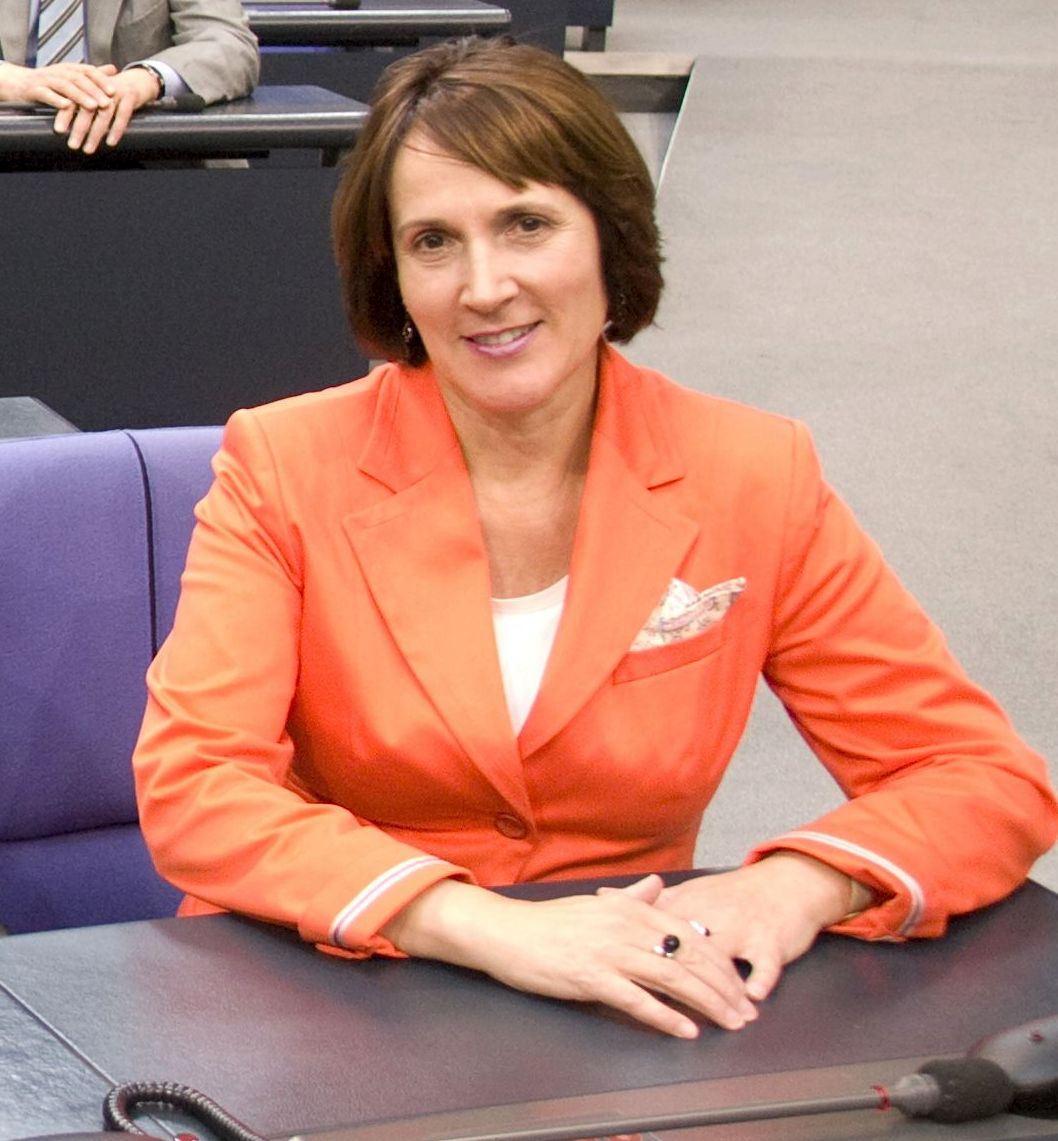
Bundestagsabgeordnete a. D.: Angelika Brunkhorst

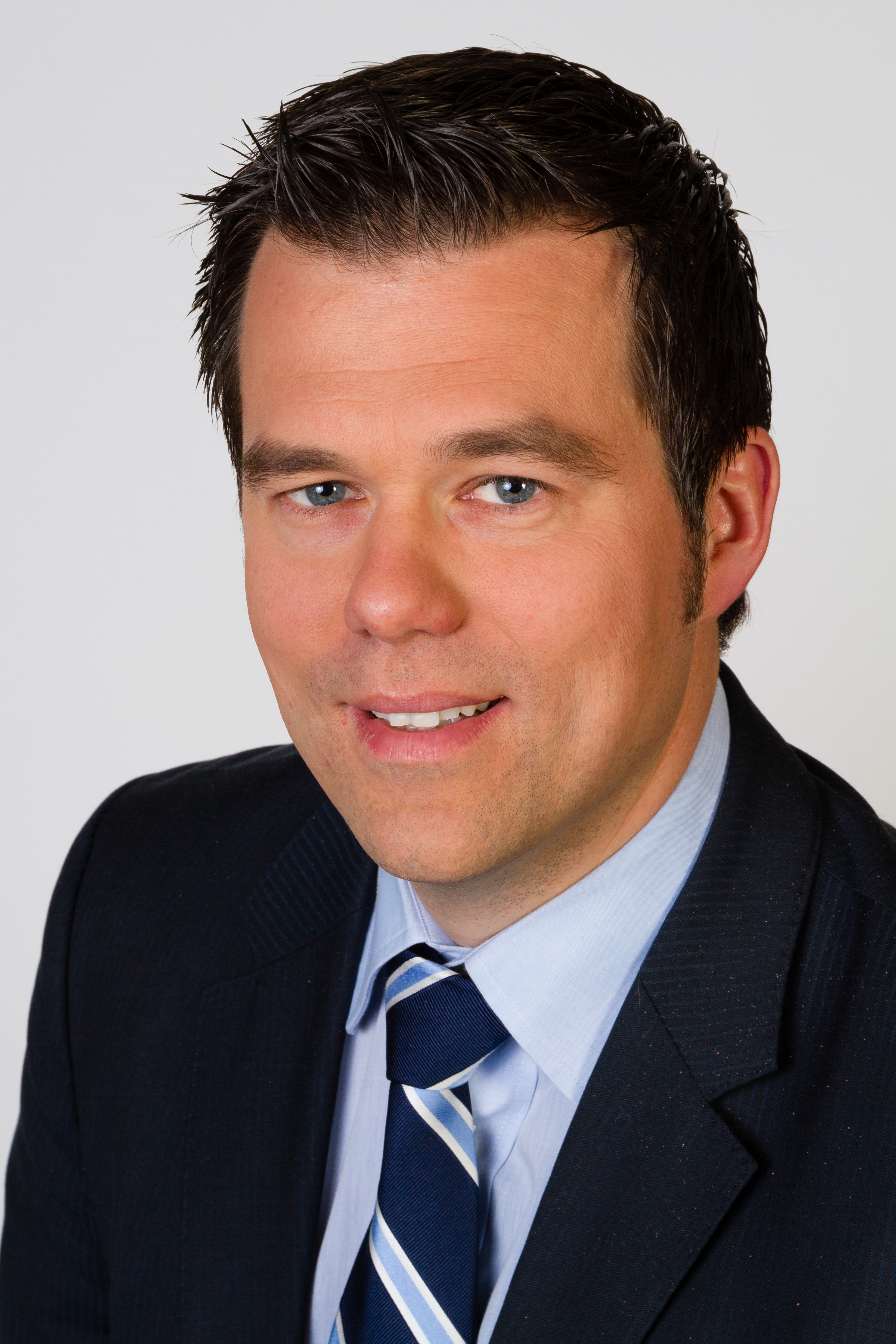
Bundestagsabgeordneter,: Gero Clemens Hocker, 2013

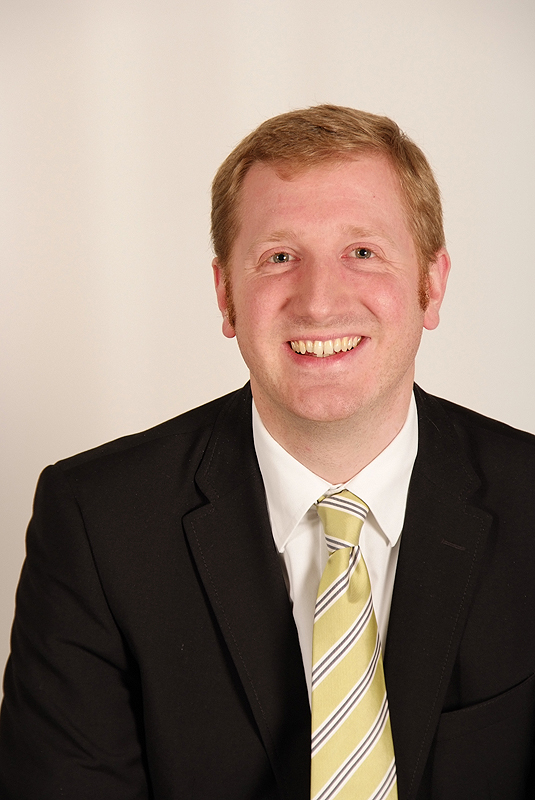
Stv. Landesvorsitzender und Europaabgeordneter: Jan-Christoph Oetjen im November 2009

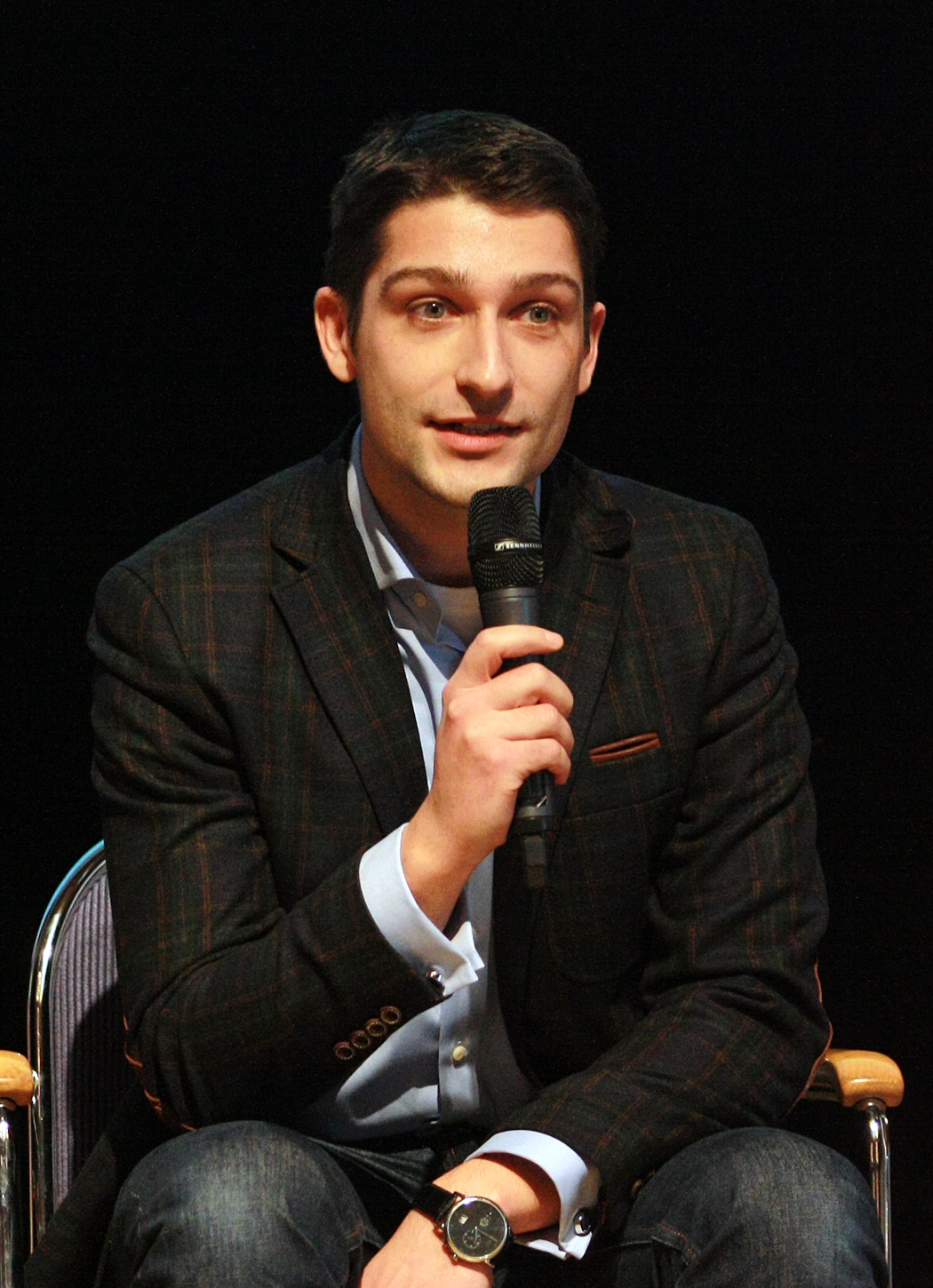
Ehemaliger Bundestagsabgeordneter: Florian Bernschneider am 2. Februar 2012

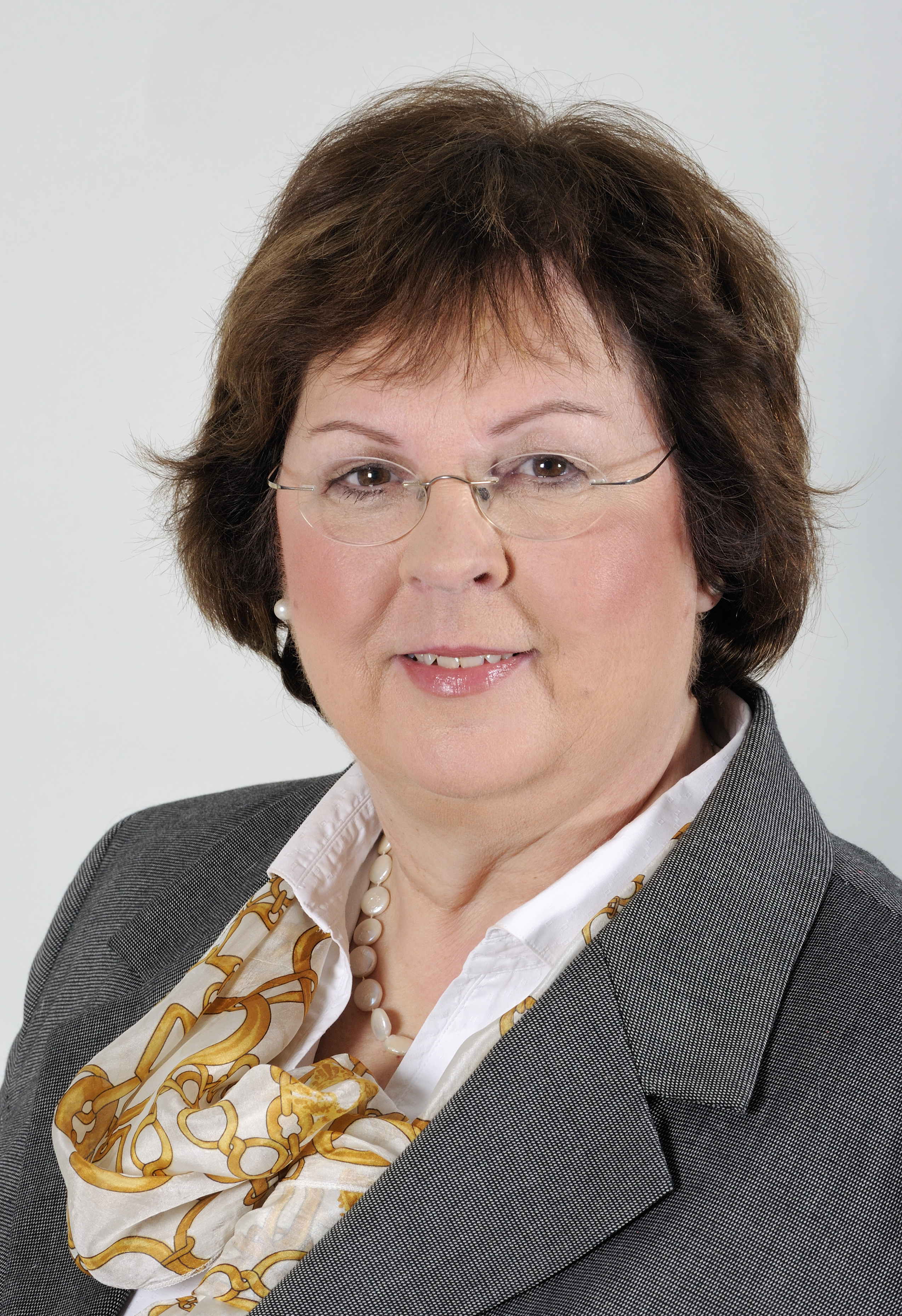
Landtagsabgeordnete: Almuth von Below-Neufeldt, 2013

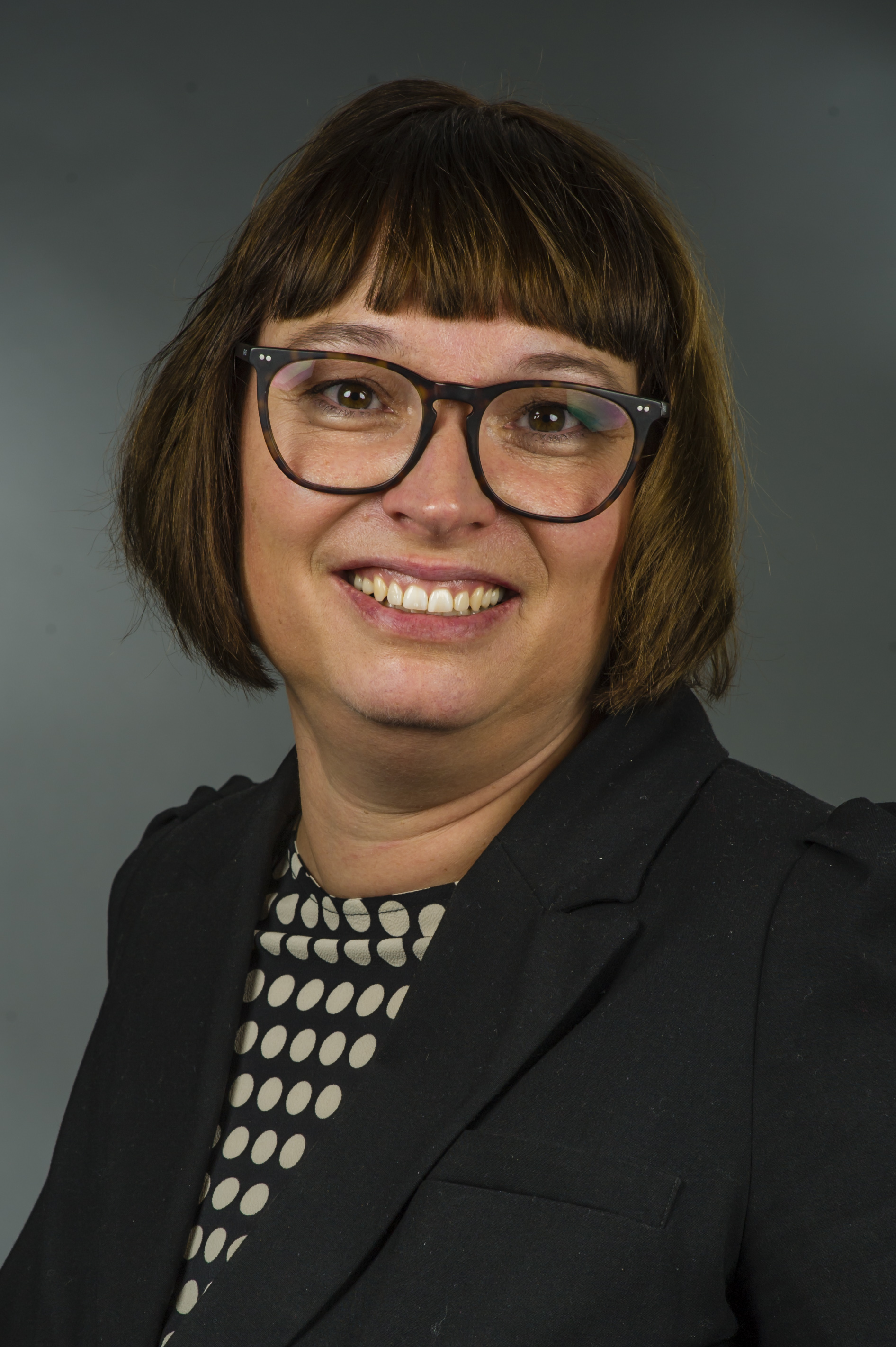
Landtagsabgeordnete: Sylvia Bruns (2018)

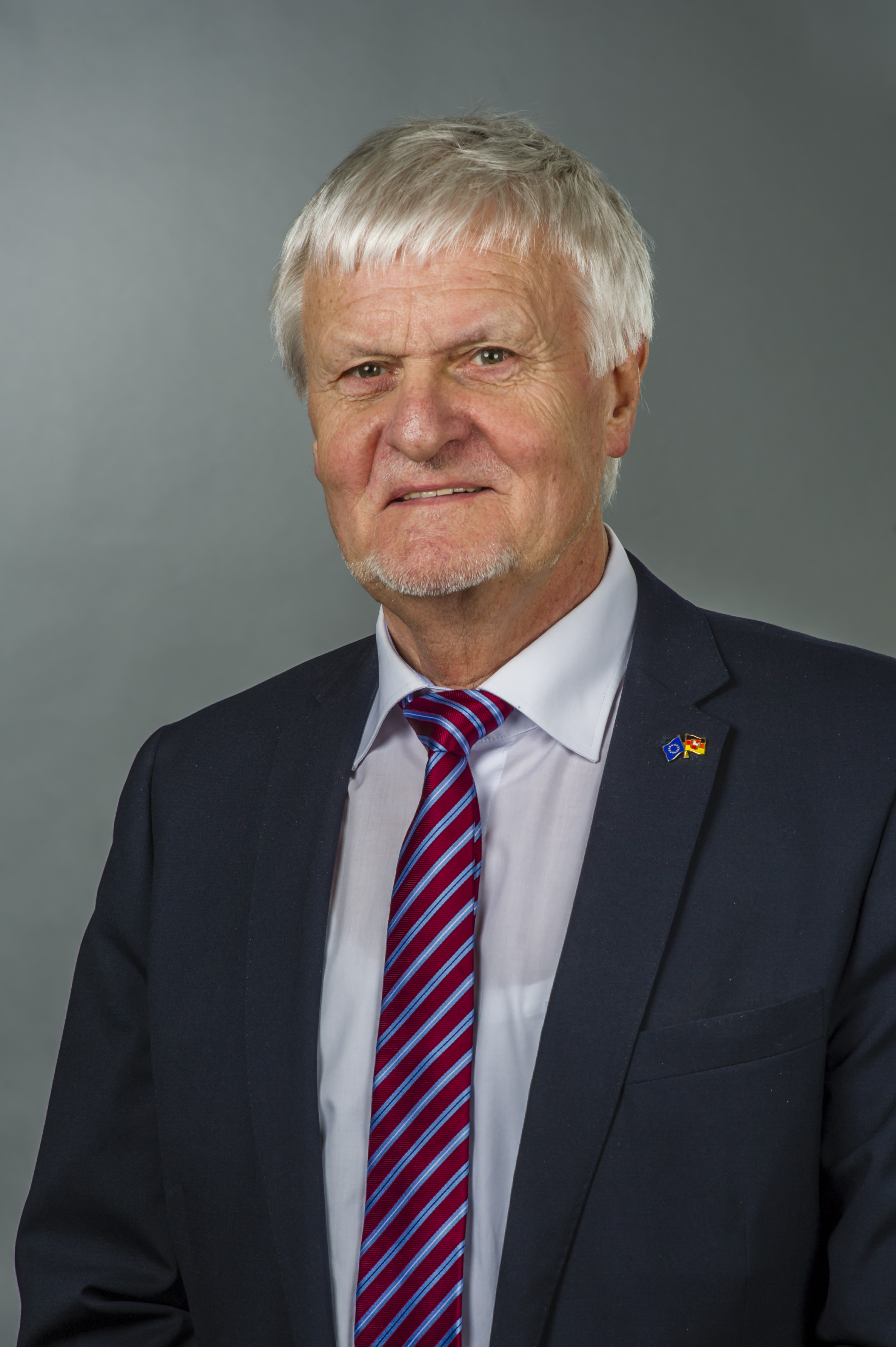
Landtagsabgeordneter: Horst Kortlang

### Organisation
Die FDP Niedersachsen gliedert sich in 8 Bezirksverbände mit 45 Kreisverbänden (siehe unten) und 250 Ortsverbänden. Die Organe des Landesverbandes sind der Landesparteitag, der Landeshauptausschuss und der Landesvorstand. Die Betreuung der rund 6.500 Mitglieder erfolgt durch die Landesgeschäftsstelle in Hannover.
Die FDP Niedersachsen verfügt mit der nach Rudolf von Bennigsen benannten Rudolf von Bennigsen-Stiftung über eine eigene parteinahe Stiftung analog der Friedrich-Naumann-Stiftung für die Freiheit des FDP-Bundesverbandes. Die Jungen Liberalen verfügen ebenfalls über einen niedersächsischen Landesverband.

#### Landesparteitag
Der Landesparteitag der FDP Niedersachsen ist das oberste Beschlussorgan des Landesverbandes. Einmal im Jahr innerhalb der ersten vier Monate im Jahr tagt er als ordentlicher  Landesparteitag. Die Resultate sind für den Landesverband, die Gliederungen und die Mitglieder bindend. Er umfasst 300 Delegierte, die nach einem Delegiertenschlüssel aus den Kreisverbänden gewählt werden.

#### Landeshauptausschuss
Alle politischen und organisatorische Beschlüsse, die nicht auf dem Landesparteitag gefällt wurden, werden vom Landeshauptausschuss beschlossen. Der Landeshauptausschuss setzt sich aus 120 Mitgliedern der Kreisverbände zusammen.

#### Landesvorstand
Der Landesvorstand führt die Entscheidungen des Landesparteitages und der Landeshauptausschüsse aus und führt den Landesverband. Der Landesvorstand besteht einerseits aus dem geschäftsführenden Vorstand, der sich aus dem Landesvorsitzenden, drei stellvertretenden Vorsitzenden, einem Landesschatzmeister, dem Vorsitzenden der Landtagsfraktion oder seinem immer anwesenden Vertreter, drei Beisitzern und dem Generalsekretär zusammensetzt und andererseits aus FDP-Landesministern und FDP-Bundesministern und 22 Beisitzern.
Die Mitglieder des geschäftsführenden Landesvorstands sind:
| Vorsitzender                 | Konstantin Kuhle                               |
| Stellvertretende Vorsitzende | Gero Hocker, Anja Schulz, Jan-Christoph Oetjen |
| Generalsekretärin            | Imke Haake                                     |
| Schatzmeister                | Christian Grascha                              |
| Beisitzer                    | Lars Alt, Jens Beeck, Sarah Buss               |
| Ehrenvorsitzender            | Walter Hirche                                  |

#### Landesvorsitzende

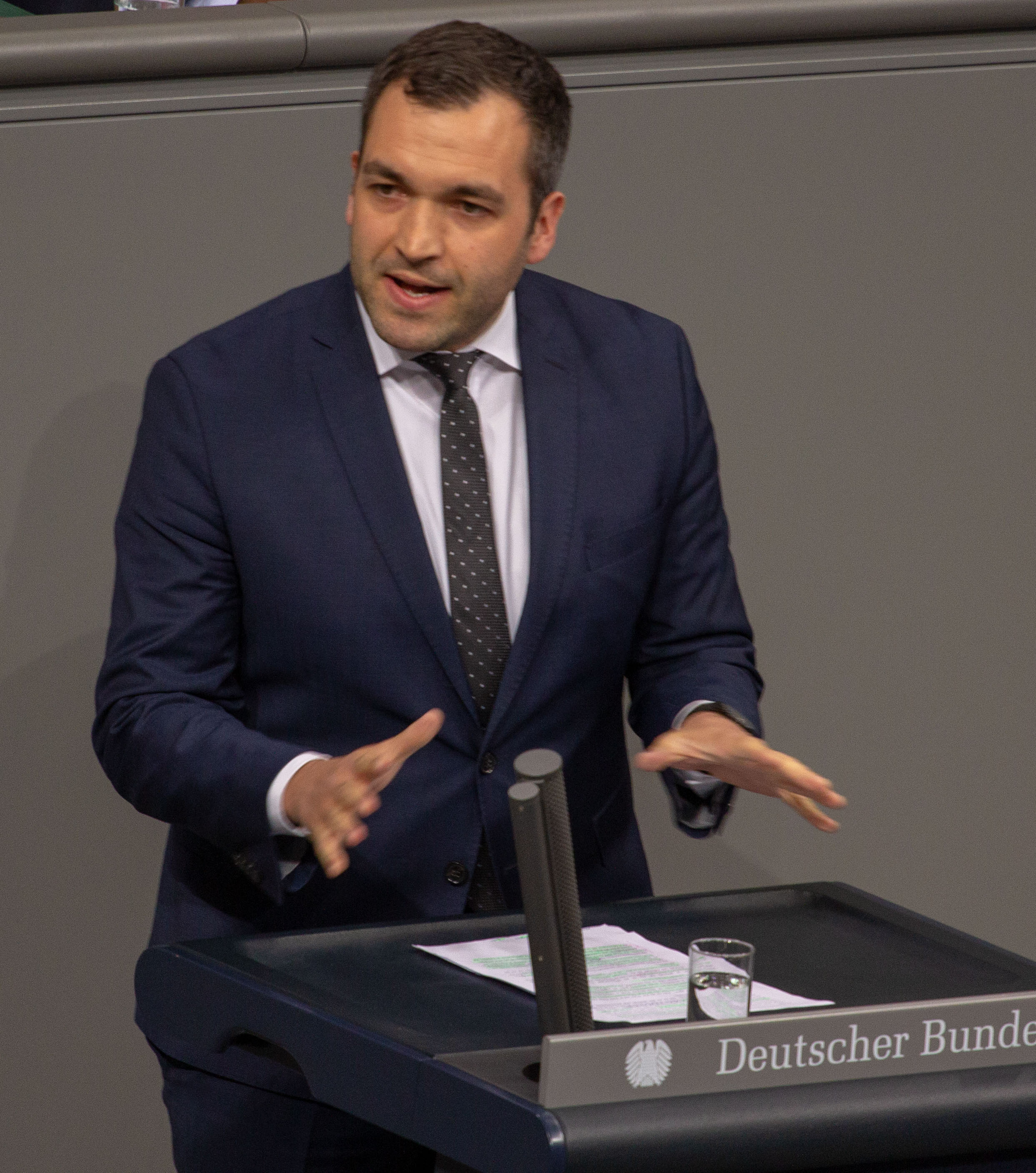
Bundestagsabgeordneter und Landesvorsitzender Konstantin Kuhle

| Jahre     | Vorsitzender     | Foto                 |
| --------- | ---------------- | -------------------- |
| 1946–1949 | Walther Hasemann |                      |
| 1949–1954 | Artur Stegner    |                      |
| 1954–1955 | Joachim Strömer  |                      |
| 1955–1956 | Konrad Mälzig    |                      |
| 1956–1968 | Carlo Graaff     |                      |
| 1968–1978 | Rötger Groß      | Rötger Groß (1976)   |
| 1978–1991 | Heinrich Jürgens | Heinrich Jürgens     |
| 1991–1994 | Stefan Diekwisch |                      |
| 1994–2006 | Walter Hirche    | Walter Hirche (2013) |
| 2006–2011 | Philipp Rösler   | Philipp Rösler       |
| 2011–2023 | Stefan Birkner   |                      |
| seit 2023 | Konstantin Kuhle |                      |

#### Landesvertreterversammlung
Auf der Landesvertreterversammlung werden die Listen für die Landtags-, Bundes- und Europawahlen gewählt. Die Delegierten und Ersatzdelegierten für die Landesvertreterversammlung werden auf den Kreismitgliederversammlungen gewählt.

#### Landesfachausschüsse
Die politische Arbeit des Landesvorstandes wird von den folgenden Landesfachausschüssen fachkundig unterstützt:
- Finanzen und Steuern
- Innen, Recht und Verfassung
- Wissenschaft, Hochschule und Innovation
- Soziales und Gesundheit
- Europapolitik
- Internationale Politik
- Ländlicher Raum, Ernährung, Landwirtschaft und Verbraucherschutz
- Schulpolitik
- Städtebau, Raumordnung und Wohnungswesen
- Sport, Bewegungskultur und Prävention
- Umweltpolitik
- Kunst, Kultur und Weiterbildung
- Medien und Digitale Gesellschaft
- Wirtschaft, Arbeit und Verkehr

#### Landesschiedsgericht
Das Landesschiedsgericht ist ein Schlichtungsverfahren, das Streitigkeiten unter Mitgliedern schlichten soll, welche für das Parteiinteresse von Bedeutung sind.

#### Bezirksverbände
Die FDP Niedersachsen gliedert sich in die folgenden 8 Bezirksverbände:
- Bezirksverband Braunschweig
- Bezirksverband Elbe-Weser
- Bezirksverband Ems-Jade
- Bezirksverband Hannover-Hildesheim
- Bezirksverband Lüneburg
- Bezirksverband Oldenburg
- Bezirksverband Osnabrück
- Bezirksverband Süd-Niedersachsen

#### Kreisverbände
Die FDP Niedersachsen gliedert sich in die folgenden 45 Kreisverbände:
- Ammerland
- Aurich
- Braunschweig
- Celle
- Cloppenburg
- Cuxhaven
- Delmenhorst
- Diepholz
- Emden
- Emsland
- Friesland
- Gifhorn
- Goslar
- Göttingen - Osterode
- Grafschaft Bentheim
- Hameln-Pyrmont
- Harburg-Land
- Heidekreis
- Helmstedt
- Hildesheim
- Holzminden
- Leer
- Lüchow-Dannenberg
- Lüneburg
- Nienburg
- Northeim
- Oldenburg
- Oldenburg-Land
- Osnabrück-Land
- Osnabrück-Stadt
- Osterholz
- Peine
- Region Hannover
- Rotenburg
- Salzgitter
- Schaumburg
- Stade
- Uelzen
- Vechta
- Verden
- Wesermarsch
- Wilhelmshaven
- Wittmund
- Wolfenbüttel
- Wolfsburg

#### Vorfeldorganisation
In Niedersachsen gibt es eine Reihe von Organisationen, die der FDP Niedersachsen nahestehen.
- Rudolf von Bennigsen-Stiftung
- Friedrich-Naumann-Stiftung für die Freiheit
- Junge Liberale Niedersachsen
- Liberale Frauen Landesvereinigung Niedersachsen
- Liberale Senioren Niedersachsen
- Die Vereinigung liberaler Kommunalpolitiker in Niedersachsen (VLK)
- Liberale Juristen Niedersachsen
- Liberaler Mittelstand Niedersachsen
- Die Liberalen Hochschulgruppen Niedersachsen[19]
- Deutsche Gruppe der Liberalen Internationalen, Sektion Niedersachsen/Bremen[20]
- Vereinigung Liberaler Ärzte e. V. Niedersachsen[21]
- Liberale Schwule und Lesben Niedersachsen

## Mitgliederentwicklung
| Mitgliederentwicklung | Mitgliederentwicklung | Mitgliederentwicklung | Mitgliederentwicklung | Mitgliederentwicklung | Mitgliederentwicklung | Mitgliederentwicklung | Mitgliederentwicklung | Mitgliederentwicklung | Mitgliederentwicklung | Mitgliederentwicklung | Mitgliederentwicklung | Mitgliederentwicklung | Mitgliederentwicklung | Mitgliederentwicklung | Mitgliederentwicklung | Mitgliederentwicklung | Mitgliederentwicklung | Mitgliederentwicklung | Mitgliederentwicklung | Mitgliederentwicklung | Mitgliederentwicklung | Mitgliederentwicklung | Mitgliederentwicklung | Mitgliederentwicklung | Mitgliederentwicklung | Mitgliederentwicklung |
| 1990                  | 1991                  | 1992                  | 1993                  | 1994                  | 1995                  | 1996                  | 1997                  | 1998                  | 1999                  | 2000                  | 2001                  | 2002                  | 2003                  | 2004                  | 2005                  | 2006                  | 2007                  | 2008                  | 2009                  | 2010                  | 2011                  | 2012                  | 2013                  | 2014                  | 2015                  | 2016                  |
| --------------------- | --------------------- | --------------------- | --------------------- | --------------------- | --------------------- | --------------------- | --------------------- | --------------------- | --------------------- | --------------------- | --------------------- | --------------------- | --------------------- | --------------------- | --------------------- | --------------------- | --------------------- | --------------------- | --------------------- | --------------------- | --------------------- | --------------------- | --------------------- | --------------------- | --------------------- | --------------------- |
| 7.948                 | 8.358                 | 8.056                 | 7.757                 | 7.439                 | 7.032                 | 6.964                 | 6.627                 | 6.463                 | 6.138                 | 5.994                 | 6.501                 | 6.687                 | 6.725                 | 6.463                 | 6.511                 | 6.720                 | 6.610                 | 6.652                 | 6.976                 | 6.576                 | 6.159                 | 5.709                 | 5.488                 | 5.230                 | 5.112                 | 5.282                 |

## Hochburgen
Die Hochburgen der niedersächsischen FDP konzentrieren sich auf die Region rund um die Universitätsstadt Oldenburg, das Ammerland und auf den Landkreis Diepholz.

## Landtagsfraktionen

### 1946 bis 1947
Die FDP-Fraktion bestand im Ernannten Niedersächsischen Landtag 1946 aus 8 Mitgliedern.
| Abgeordneter     | Funktion in der Fraktion                 |
| ---------------- | ---------------------------------------- |
| Johann Albers    |                                          |
| Jann Berghaus    |                                          |
| Hermann Föge     |                                          |
| Ernst Martens    | Ab 20. Januar 1947 Landtagsabgeordneter  |
| Walter Rheinhold |                                          |
| Bruno Schröder   |                                          |
| Johannes Siemann | Fraktionsvorsitzender                    |
| Theodor Tantzen  | Bis 11. Januar 1947 Landtagsabgeordneter |

### 1947 bis 1951
Die FDP-Fraktion bestand nach der Landtagswahl 1947 aus 13 Mitgliedern.
| Abgeordneter        | Funktion in der Fraktion                  |
| ------------------- | ----------------------------------------- |
| Johann Albers       |                                           |
| Ehrtfried Böhm      |                                           |
| Hermann Föge        | Fraktionsvorsitzender                     |
| Rudolf Freese       |                                           |
| Friedrich Fricke    | Ab 8. November 1949 Landtagsabgeordneter  |
| Otto Heinrich Greve | Ab 1. Mai 1948 SPD                        |
| Franz Henkel        |                                           |
| Ernst Philipp Jacob | Ab 10. April 1951 BHE                     |
| Wilhelm Keune       | Bis 4. November 1949 Landtagsabgeordneter |
| Ernst Martens       |                                           |
| Albert Post         |                                           |
| Egon Rosenberg      |                                           |
| Bruno Schröder      |                                           |
| Grete Sehlmeyer     |                                           |
| Gerold Wächter      |                                           |

### 1951 bis 1955
Die FDP-Fraktion bestand nach der Landtagswahl 1951 aus 12 Mitgliedern.
| Abgeordneter              | Funktion in der Fraktion                  |
| ------------------------- | ----------------------------------------- |
| Johann Albers             |                                           |
| Friedrich-Georg Brinkmann | Ab 17. April 1953 Landtagsabgeordneter    |
| Hermann Föge              | Fraktionsvorsitzender                     |
| Rudolf Freese             |                                           |
| Winfrid Hedergott         |                                           |
| Horst Huisgen             | Ab 4. Dezember 1951 Landtagsabgeordneter  |
| Adolf Kahlen              |                                           |
| Reinhold Kreitmeyer       |                                           |
| Heinz Müller              |                                           |
| Reinhard Onken            | Ab 9. November 1952 Landtagsabgeordneter  |
| Albert Post               |                                           |
| Egon Rosenberg            | Ab 8. Januar 1956 unabhängig              |
| Bruno Schröder            | Bis 21. Juni 1954 FDP                     |
| Grete Sehlmeyer           | Ab 21. Juni 1954 Liberaler Bund           |
| Artur Stegner             | Bis 1. Dezember 1951 Landtagsabgeordneter |
| Joachim Strömer           | Ab 17. April 1953 Landtagsabgeordneter    |

### 1955 bis 1959
Die FDP-Fraktion bestand nach der Landtagswahl 1955 aus 12 Mitgliedern.
| Abgeordneter              | Funktion in der Fraktion                  |
| ------------------------- | ----------------------------------------- |
| Johann Albers             |                                           |
| Friedrich-Georg Brinkmann |                                           |
| Alfred Cohrs              | Ab 6. November 1957 Landtagsabgeordneter  |
| Margarete Gramberg        |                                           |
| Winfrid Hedergott         | Fraktionsvorsitzender                     |
| Horst Huisgen             |                                           |
| Reinhold Kreitmeyer       | Bis 11. Oktober 1957 Landtagsabgeordneter |
| Heinz Müller              | Ab 20. März 1958 CDU                      |
| Reinhard Onken            |                                           |
| Albert Post               |                                           |
| Paul Rosenthal            |                                           |
| Leonhard Schlüter         | Ab 8. Januar 1956 unabhängig              |
| Joachim Strömer           |                                           |

### 1959 bis 1963
Die FDP-Fraktion bestand nach der Landtagswahl 1959 aus 8 Mitgliedern.
| Abgeordneter              | Funktion in der Fraktion              |
| ------------------------- | ------------------------------------- |
| Werner Blunck             |                                       |
| Friedrich-Georg Brinkmann | Ab 3. Juni 1959 Landtagsabgeordneter  |
| Winfrid Hedergott         | Fraktionsvorsitzender                 |
| Horst Huisgen             |                                       |
| Gottfried Jungmichel      |                                       |
| August Lammers            |                                       |
| Arvid von Nottbeck        | Bis 20. Mai 1959 Landtagsabgeordneter |
| Albert Post               |                                       |
| Hans Schäfer              | Ab 23. November 1961 SPD              |

### 1963 bis 1967
Die FDP-Fraktion bestand nach der Landtagswahl 1963 aus 14 Mitgliedern.
| Abgeordneter            | Funktion in der Fraktion               |
| ----------------------- | -------------------------------------- |
| Werner Blunck           |                                        |
| Alfred Cohrs            | Ab 26. Juni 1963 Landtagsabgeordneter  |
| Nicolaus Dreyer         |                                        |
| Richard Ey              |                                        |
| Carlo Graaff            | Bis 26. Juni 1963 Landtagsabgeordneter |
| Winfrid Hedergott       | Fraktionsvorsitzender                  |
| Helga Heinke            |                                        |
| Willi Homeier           | Ab 26. Juni 1963 Landtagsabgeordneter  |
| Gottfried Jungmichel    |                                        |
| Erich Konrad            |                                        |
| August-Wilhelm Kühnholz |                                        |
| Fritz Linde             |                                        |
| Arvid von Nottbeck      | Bis 25. Juni 1963                      |
| Albert Post             |                                        |
| Herbert Stender         |                                        |
| Releff Wolter-Peeksen   |                                        |

### 1967 bis 1970
Die FDP-Fraktion bestand nach der Landtagswahl 1967 aus 10 Mitgliedern.
| Abgeordneter            | Funktion in der Fraktion |
| ----------------------- | ------------------------ |
| Alfred Cohrs            |                          |
| Nicolaus Dreyer         |                          |
| Gustav Ernst            |                          |
| Winfrid Hedergott       | Fraktionsvorsitzender    |
| Helga Heinke            |                          |
| Willi Homeier           |                          |
| Erich Konrad            |                          |
| August-Wilhelm Kühnholz |                          |
| Albert Post             |                          |
| Herbert Stender         |                          |

In der 7. Wahlperiode (1970–1974) ist die FDP nicht im Landtag vertreten gewesen.

### 1974 bis 1978
Die FDP-Fraktion bestand nach der Landtagswahl 1974 aus 11 Mitgliedern.
| Abgeordneter             | Funktion in der Fraktion                                        |
| ------------------------ | --------------------------------------------------------------- |
| Gustav Ernst             |                                                                 |
| Rötger Groß              |                                                                 |
| Winfrid Hedergott        | Fraktionsvorsitzender, bis 16. Januar 1978 Landtagsabgeordneter |
| Walter Hirche            |                                                                 |
| Friedrich-Theodor Hruška |                                                                 |
| Heinrich Jürgens         |                                                                 |
| Erich Küpker             |                                                                 |
| Hasso Ernst Neven        |                                                                 |
| Peter-Jürgen Rau         |                                                                 |
| Kurt Rehkopf             |                                                                 |
| Annemarie Tomei          |                                                                 |
| Christian Wolff          | Ab 9. Februar                                                   |

In der 9. Wahlperiode (1978–1982) ist die FDP nicht im Landtag vertreten gewesen.

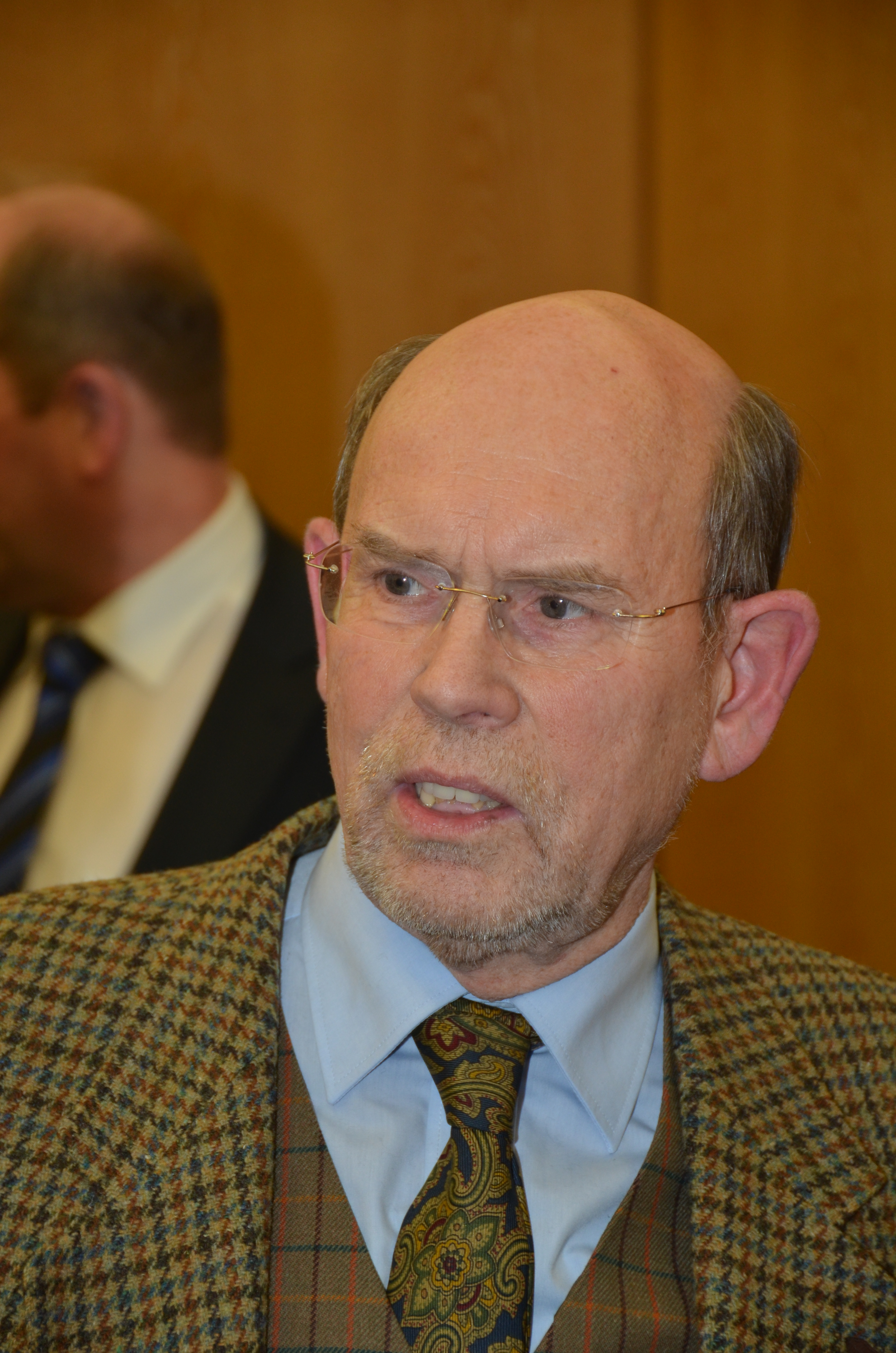
Fraktionsvorsitzender (1978–1986), Ehrenvorsitzender: Walter Hirche (2013)

### 1982 bis 1986
Die FDP-Fraktion bestand nach der Landtagswahl 1982 aus 10 Mitgliedern.
| Abgeordneter             | Funktion in der Fraktion                      |
| ------------------------ | --------------------------------------------- |
| Rudolf Fischer           |                                               |
| Hans Ludwig Freytag      | Bis 24. Oktober 1984 FDP-Fraktion, später CDU |
| Walther Graetsch         | Ab 18. Januar 1984 Landtagsabgeordneter       |
| Martin Hildebrandt       |                                               |
| Walter Hirche            | Fraktionsvorsitzender                         |
| Friedrich-Theodor Hruska |                                               |
| Heinrich Jürgens         | Bis 18. Januar 1984 Landtagsabgeordneter      |
| Erich Küpker             |                                               |
| Peter-Jürgen Rau         |                                               |
| Kurt Rehkopf             |                                               |
| Sigrid Schneider         |                                               |

### 1986 bis 1990
Die FDP-Fraktion bestand nach der Landtagswahl 1986 aus 9 Mitgliedern.
| Abgeordneter             | Funktion in der Fraktion |
| ------------------------ | ------------------------ |
| Rudolf Fischer           |                          |
| Walther Graetsch         |                          |
| Martin Hildebrandt       | Fraktionsvorsitzender    |
| Walter Hirche            |                          |
| Friedrich-Theodor Hruska |                          |
| Heinrich Jürgens         |                          |
| Erich Küpker             |                          |
| Peter-Jürgen Rau         |                          |
| Kurt Rehkopf             |                          |
| Sigrid Schneider         |                          |

### 1990 bis 1994
Die FDP-Fraktion bestand nach der Landtagswahl 1990 aus 9 Mitgliedern.
| Abgeordneter             | Funktion in der Fraktion                       |
| ------------------------ | ---------------------------------------------- |
| Adolf Bannier            | Ab 1. Januar 1991 Landtagsabgeordneter         |
| Hans-Michael Goldmann    |                                                |
| Martin Hildebrandt       |                                                |
| Walter Hirche            | Bis zum 31. Dezember 1990 Landtagsabgeordneter |
| Friedrich-Theodor Hruska |                                                |
| Heinrich Jürgens         |                                                |
| Gudrun Kopp              |                                                |
| Erich Küpker             |                                                |
| Ina Lenke                |                                                |
| Kurt Rehkopf             |                                                |

In den Wahlperioden 13. (1994–1998) und 14. (1998–2003) war die FDP nicht im Landtag vertreten.

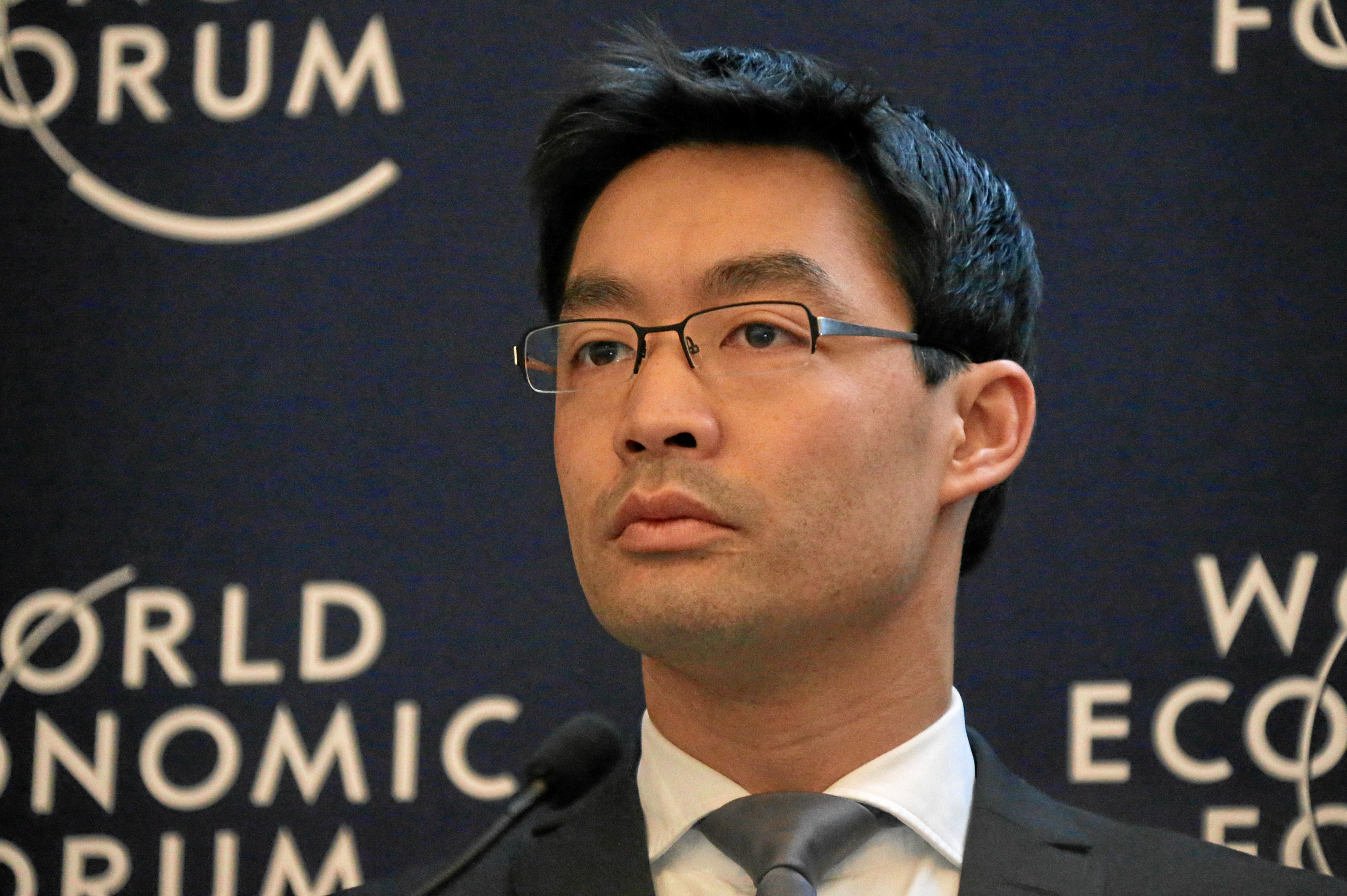
Fraktionsvorsitzender in Niedersachsen von 2003 bis 2009, Bundesminister für Wirtschaft und Technologie a. D., Bundesminister für Gesundheit a. D., Vizekanzler a. D., Landesminister für Wirtschaft, Arbeit und Verkehr a. D., Stellv. Ministerpräsident a. D.: Philipp Rösler (2013)

### 2003 bis 2008
Die FDP-Fraktion bestand nach der Landtagswahl 2003 aus 15 Mitgliedern.

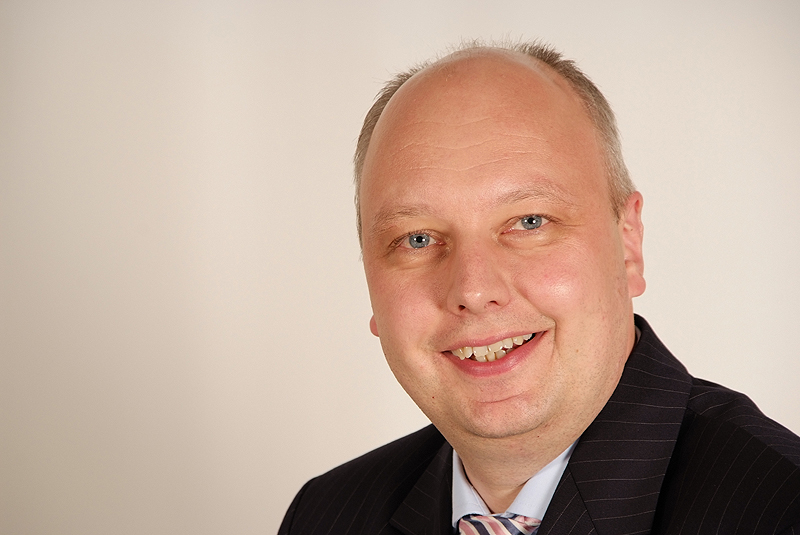
Fraktionsvorsitzender 2009, Stellvertretender Landesvorsitzender: Jörg Bode (2009)

| Abgeordneter         | Funktion in der Fraktion                    |
| -------------------- | ------------------------------------------- |
| Jörg Bode            |                                             |
| Christian Dürr       |                                             |
| Wolfgang Hermann     |                                             |
| Walter Hirche        | Minister für Wirtschaft, Arbeit und Verkehr |
| Gabriela König       | Ab 9. November 2005 Landtagsabgeordnete     |
| Ulrike Kuhlo         |                                             |
| Carsten Lehmann      | Bis 9. November 2005 Landtagsabgeordneter   |
| Gesine Meißner       |                                             |
| Jan-Christoph Oetjen |                                             |
| Ursula Peters        |                                             |
| Klaus Rickert        |                                             |
| Roland Riese         |                                             |
| Philipp Rösler       | Fraktionsvorsitzender                       |
| Hans-Heinrich Sander | Umweltminister                              |
| Hans-Werner Schwarz  |                                             |
| Roland Zielke        |                                             |

### 2008 bis 2013
Die FDP-Fraktion bestand nach der Landtagswahl 2008 aus 13 Mitgliedern.

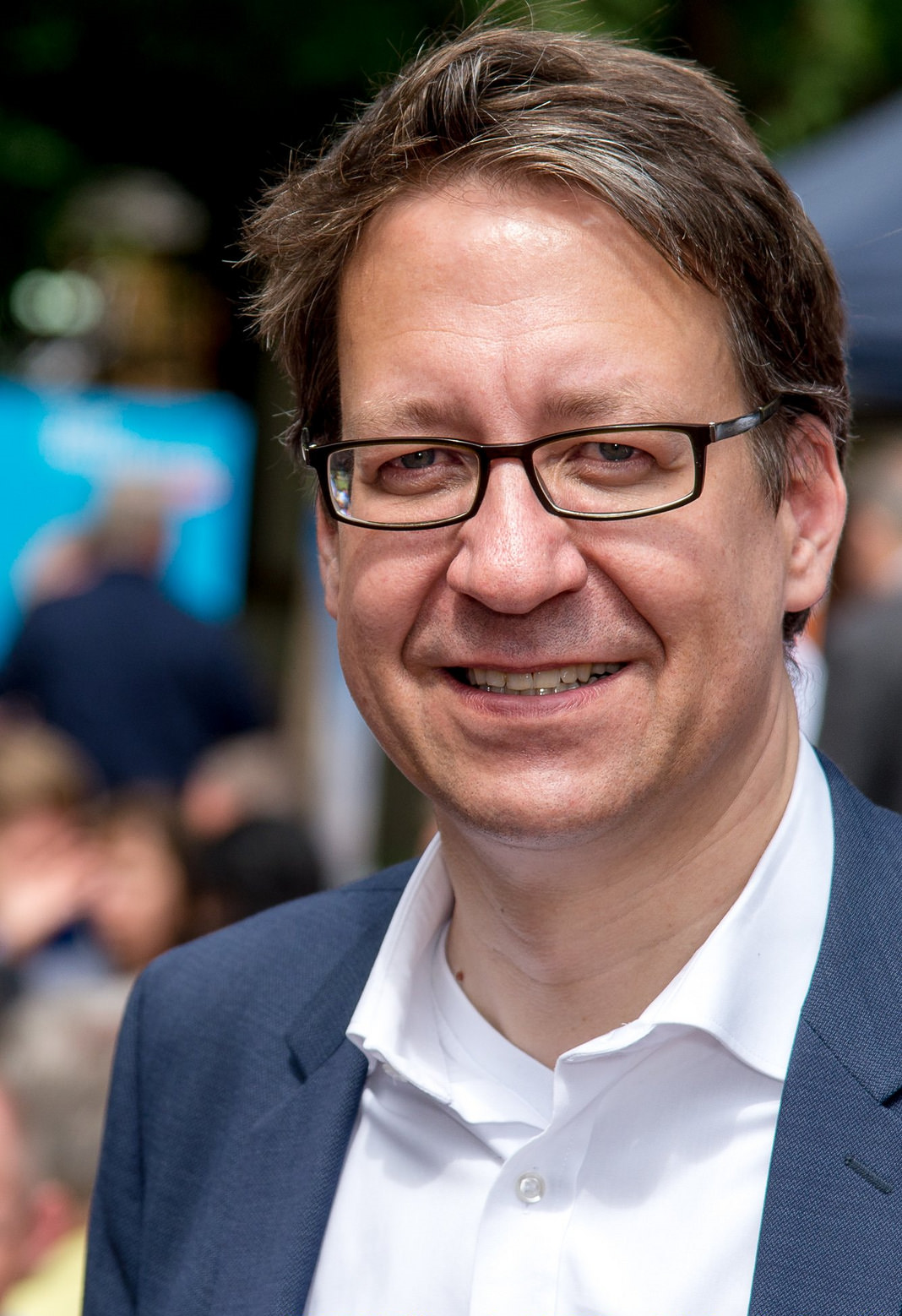
Stefan Birkner, Fraktionsvorsitzender von 2017 bis 2022.

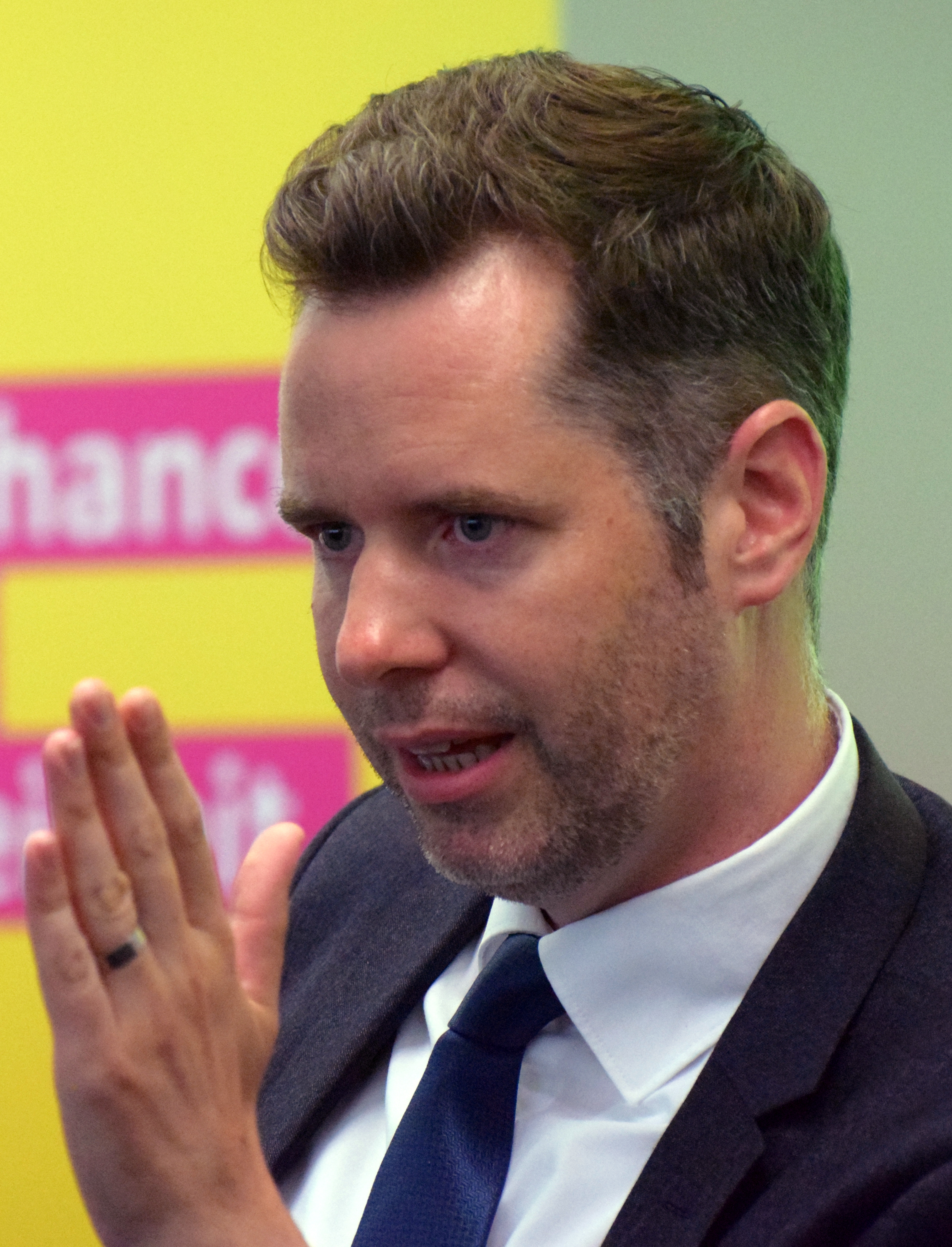
Christian Dürr, Fraktionsvorsitzender von 2009 bis 2017.

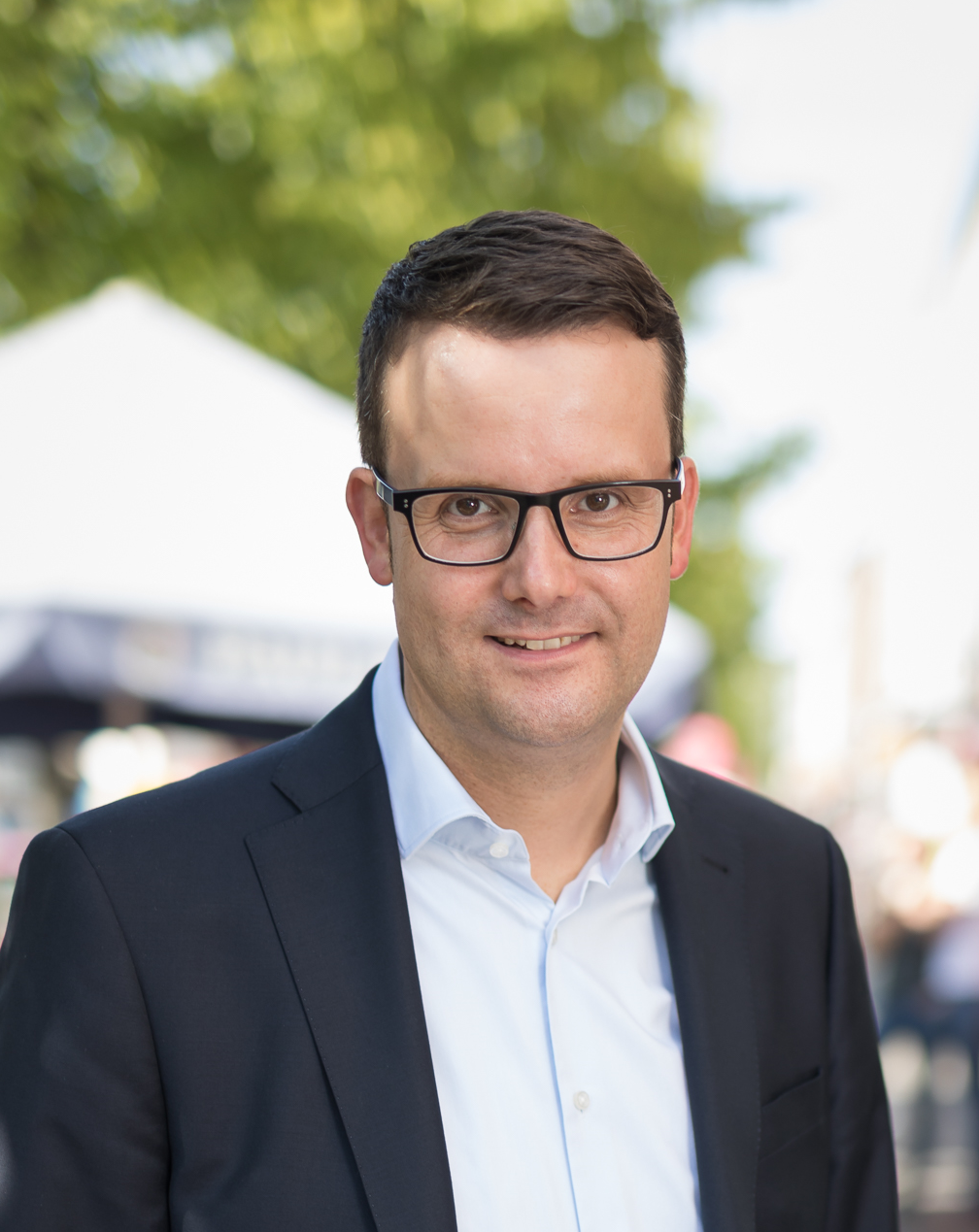
Christian Grascha; Parlamentarischer Geschäftsführer der FDP-Fraktion von 2013 bis 2022

| Abgeordneter              | Funktion in der Fraktion                                                               |
| ------------------------- | -------------------------------------------------------------------------------------- |
| Almuth von Below-Neufeldt | Ab 18. Juni 2009                                                                       |
| Stefan Birkner            | Bis zum 27. Februar 2008                                                               |
| Jörg Bode                 | Fraktionsvorsitzender ab Februar 2009                                                  |
| Christian Dürr            |                                                                                        |
| Björn Försterling         |                                                                                        |
| Christian Grascha         | Ab 27. Februar 2008 Landtagsabgeordneter                                               |
| Gero Clemens Hocker       | Ab 28. Oktober 2009 Landtagsabgeordneter                                               |
| Gabriela König            |                                                                                        |
| Gesine Meißner            | Bis zum 18. Juni 2009 Landtagsabgeordnete                                              |
| Jan-Christoph Oetjen      |                                                                                        |
| Klaus Rickert             |                                                                                        |
| Roland Riese              |                                                                                        |
| Philipp Rösler            | Fraktionsvorsitzender bis Februar 2009; Bis zum 28. Oktober 2009 Mitglied des Landtags |
| Hans-Heinrich Sander      |                                                                                        |
| Hans-Werner Schwarz       |                                                                                        |
| Roland Zielke             |                                                                                        |

### 2013 bis 2017
Die FDP-Fraktion bestand nach der Landtagswahl 2013 aus 14 Mitgliedern.
| Abgeordneter              | Funktion in der Fraktion                                                       |
| ------------------------- | ------------------------------------------------------------------------------ |
| Almuth von Below-Neufeldt |                                                                                |
| Stefan Birkner            | Fraktionsvorsitzender seit September 2017, zuvor stellv. Fraktionsvorsitzender |
| Jörg Bode                 | Stellv. Fraktionsvorsitzender                                                  |
| Sylvia Bruns              |                                                                                |
| Christian Dürr            | Fraktionsvorsitzender bis September 2017                                       |
| Hillgriet Eilers          |                                                                                |
| Björn Försterling         | Stellv. Fraktionsvorsitzender seit September 2017                              |
| Marco Genthe              |                                                                                |
| Christian Grascha         | Parlamentarischer Geschäftsführer                                              |
| Hermann Grupe             |                                                                                |
| Gero Clemens Hocker       |                                                                                |
| Gabriela König            |                                                                                |
| Horst Kortlang            |                                                                                |
| Jan-Christoph Oetjen      |                                                                                |

### 2017 bis 2022
Die FDP-Fraktion im Landtag Niedersachsen bestand seit der Landtagswahl 2017 aus 11 Abgeordneten. Fraktionsvorsitzender war Stefan Birkner.
| Abgeordneter         | Funktion in der Fraktion                       |
| -------------------- | ---------------------------------------------- |
| Lars Alt             | Landtagsabgeordneter seit dem 30. Oktober 2020 |
| Stefan Birkner       | Fraktionsvorsitzender                          |
| Jörg Bode            | Stellv. Fraktionsvorsitzender                  |
| Sylvia Bruns         | Landtagsabgeordnete bis zum 30. Oktober 2020   |
| Thomas Brüninghoff   | Landtagsabgeordneter seit dem 18. Juni 2019    |
| Hillgriet Eilers     |                                                |
| Björn Försterling    | Stellv. Fraktionsvorsitzender                  |
| Marco Genthe         |                                                |
| Christian Grascha    | Parlamentarischer Geschäftsführer              |
| Hermann Grupe        |                                                |
| Horst Kortlang       |                                                |
| Jan-Christoph Oetjen | Landtagsabgeordneter bis zum 18. Juni 2019     |
| Susanne Schütz       |                                                |

### Keine Fraktion seit 2022
In der 19. Wahlperiode (seit 2022) nach der Landtagswahl 2022 ist die FDP nicht mehr im Landtag vertreten. Sie hatte zuvor nur noch 4,7 Prozent der Stimmen erreicht und scheiterte somit an der Fünfprozenthürde.

### Fraktionsvorsitzende
| Jahre     | Vorsitzender               |
| --------- | -------------------------- |
| 1946–1947 | Johannes Siemann           |
| 1947–1955 | Hermann Föge               |
| 1955–1956 | Reinhold Kreitmeyer        |
| 1956–1957 | Heinz Müller               |
| 1957–1958 | Walter Hildebrandt*        |
| 1958–1970 | Winfrid Hedergott          |
| 1970–1974 | nicht im Landtag vertreten |
| 1974–1978 | Winfrid Hedergott          |
| 1978–1982 | nicht im Landtag vertreten |
| 1982–1986 | Walter Hirche              |
| 1986–1994 | Martin Hildebrandt         |
| 1994–2003 | nicht im Landtag vertreten |
| 2003–2009 | Philipp Rösler             |
| 2009      | Jörg Bode                  |
| 2009–2017 | Christian Dürr             |
| 2017–2022 | Stefan Birkner             |
| seit 2022 | nicht im Landtag vertreten |

* Fraktion FDP/GB/BHE

## Kommunalpolitik
Bei den Niedersächsischen Kommunalwahlen 2016 konnte die FDP Niedersachsen einen Teil der 2011 erlittenen Verluste wieder ausgleichen und erreichte bei den Wahlen zu den Kreistagen und zu den Räten der kreisfreien Städte landesweit 4,8 % der Stimmen (2011: 3,4 %) und 113 (2011: 85) Sitze. Ihr bestes Ergebnis erreichte die FDP dabei in der kreisfreien Stadt Emden mit 12,2 % der Stimmen, während sie im Landkreis Leer nur 2,2 % der Stimmen auf sich vereinigen konnte. Bei den Wahlen zu den Räten der kreisangehörigen Städte und Gemeinden konnte sich die FDP ebenfalls leicht verbessern und errang 4,1 % der gültigen Stimmen (2011: 2,7 %) und 464 Mandate (2011: 324).
Bei den Kommunalwahlen in Niedersachsen 2021 konnte die FDP Niedersachsen ihr Ergebnis bei der Wahl zu Kreistagen und Räten in kreisfreien Städten um 1,2 Prozentpunkte auf 6,5 Prozent verbessern und damit 154 Sitze erreichen.

## Bundespolitik
In der FDP-Fraktion im Deutschen Bundestag hatten sich die Abgeordneten aus Niedersachsen in der Landesgruppe Niedersachsen zusammengeschlossen, die zuletzt von Angelika Brunkhorst als Vorsitzende geleitet wurde. Mit dem Ausscheiden der FDP aus dem Deutschen Bundestag nach der Bundestagswahl 2013 wurde auch die Landesgruppe aufgelöst.
Von 2011 bis 2013 war der ehemalige niedersächsische FDP-Landesvorsitzende Philipp Rösler Parteivorsitzender der Bundes-FDP. Am 14. Dezember 2011 hat der niedersächsische Bundestagsabgeordnete Patrick Döring das Amt des Generalsekretärs der Bundes-FDP vom Vorgänger Christian Lindner übernommen. Seine Nachfolgerin wurde im Dezember 2013 Nicola Beer.
Nach der Bundestagswahl 2021 wurde der niedersächsische Bundestagsabgeordnete Christian Dürr am 7. Dezember 2021 zum Fraktionsvorsitzenden der FDP-Bundestagsfraktion gewählt.

## Regierungsbeteiligungen in Niedersachsen

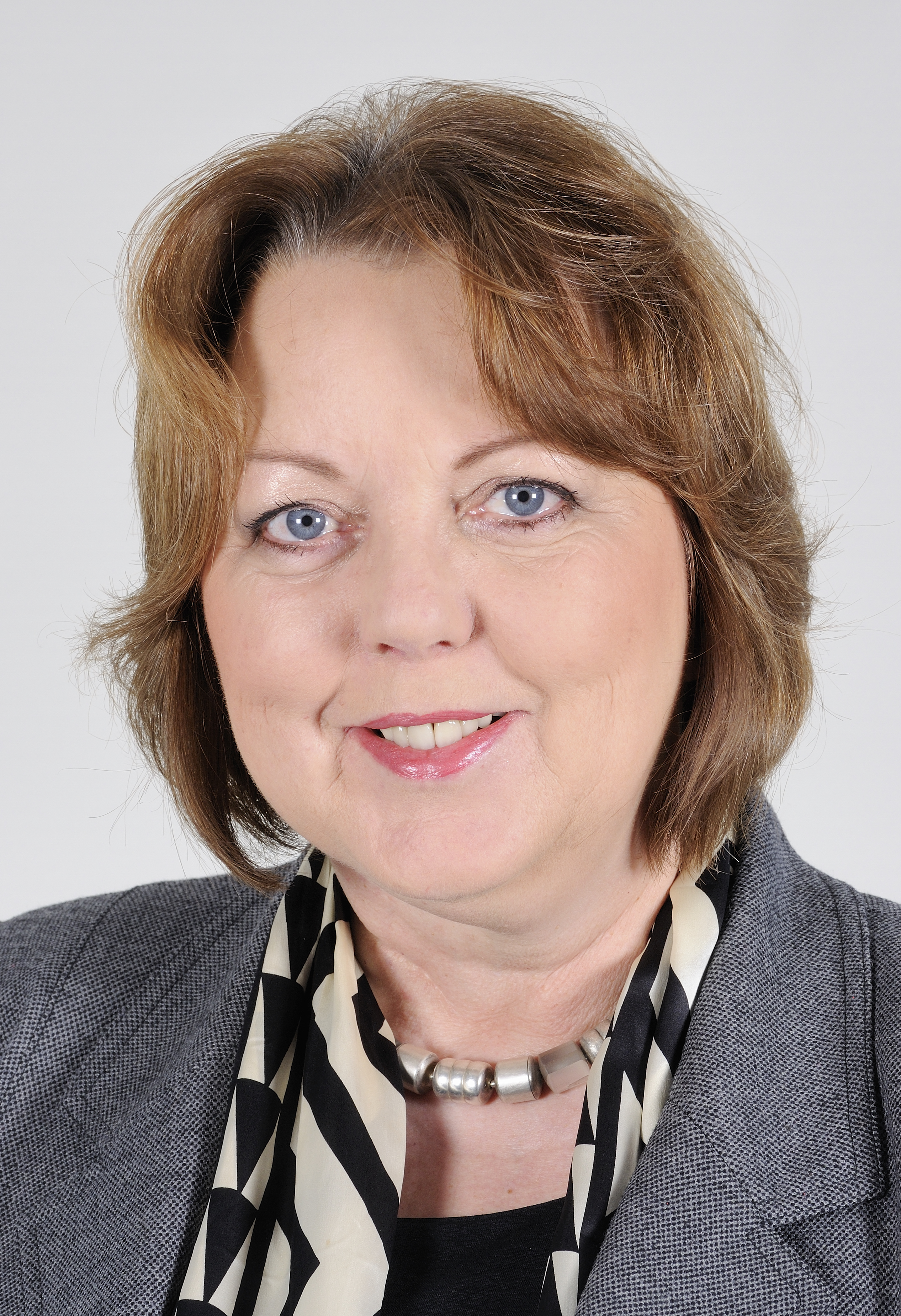
Landtagsabgeordnete und Schriftführerin: Hillgriet Eilers (2013)

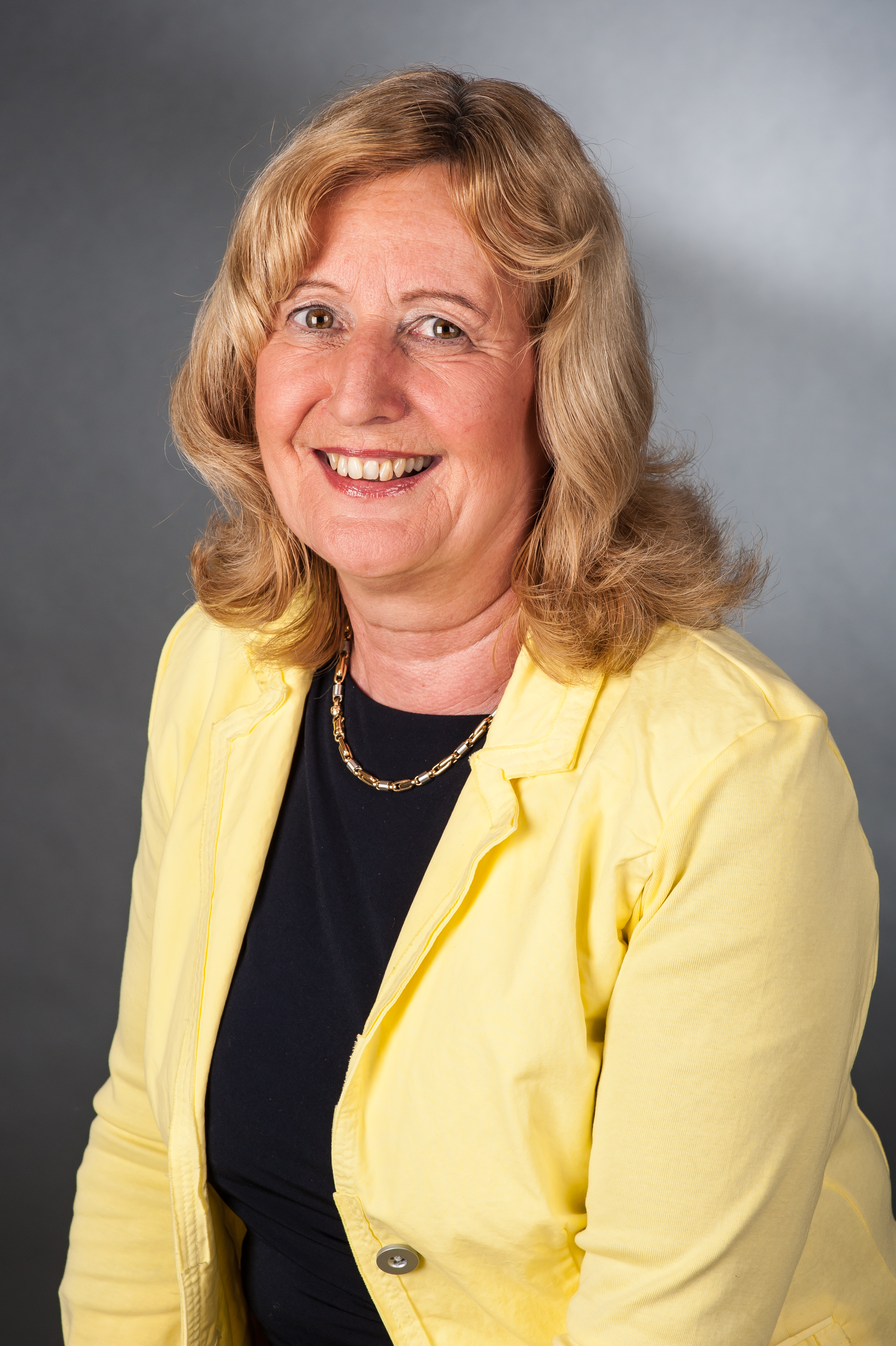
Ehemalige Landtagsabgeordnete und Sprecherin für Wirtschaft, Arbeit, Verkehr und Tourismus: Gabriela König, 2013

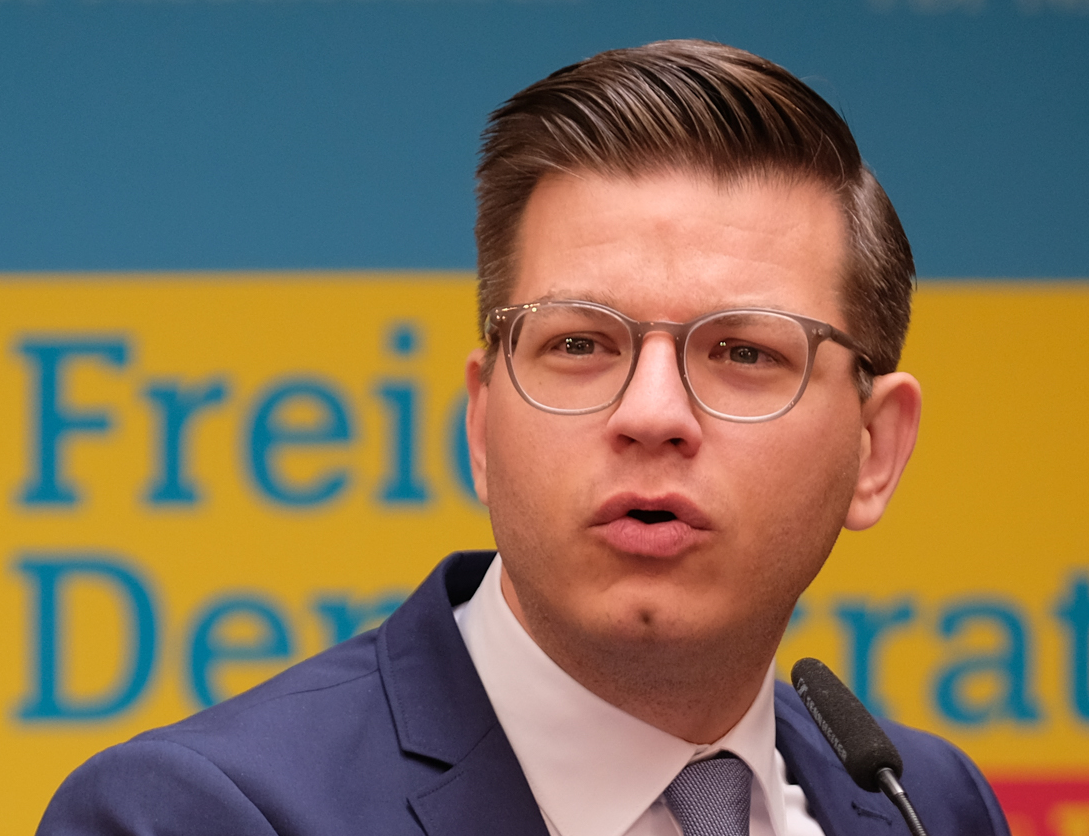
Landtagsabgeordneter und Bildungs- und Jugendpolitischer Sprecher: Björn Försterling (2017)

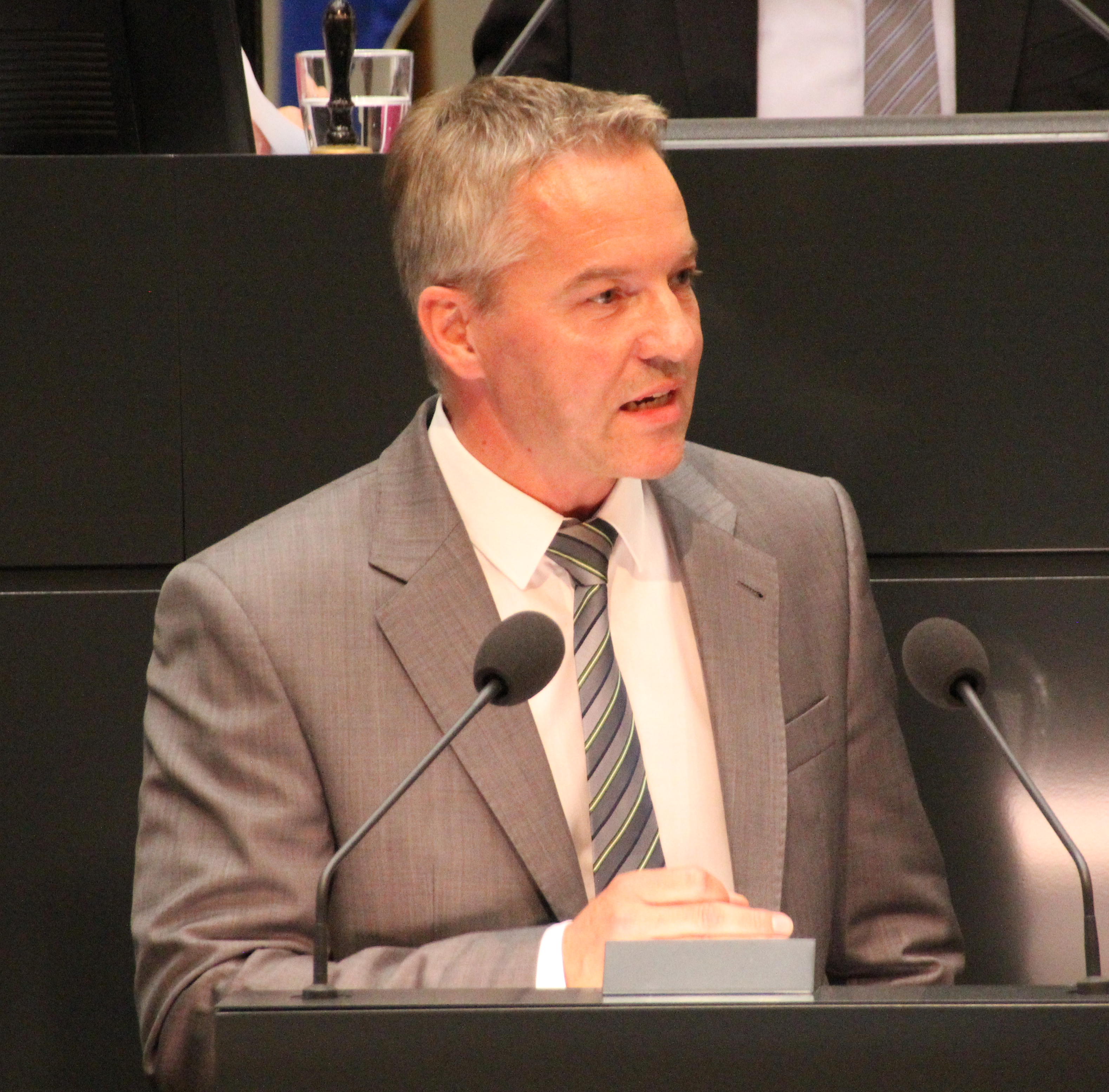
Landtagsabgeordneter und Rechtspolitischer Sprecher: Marco Genthe, 2017

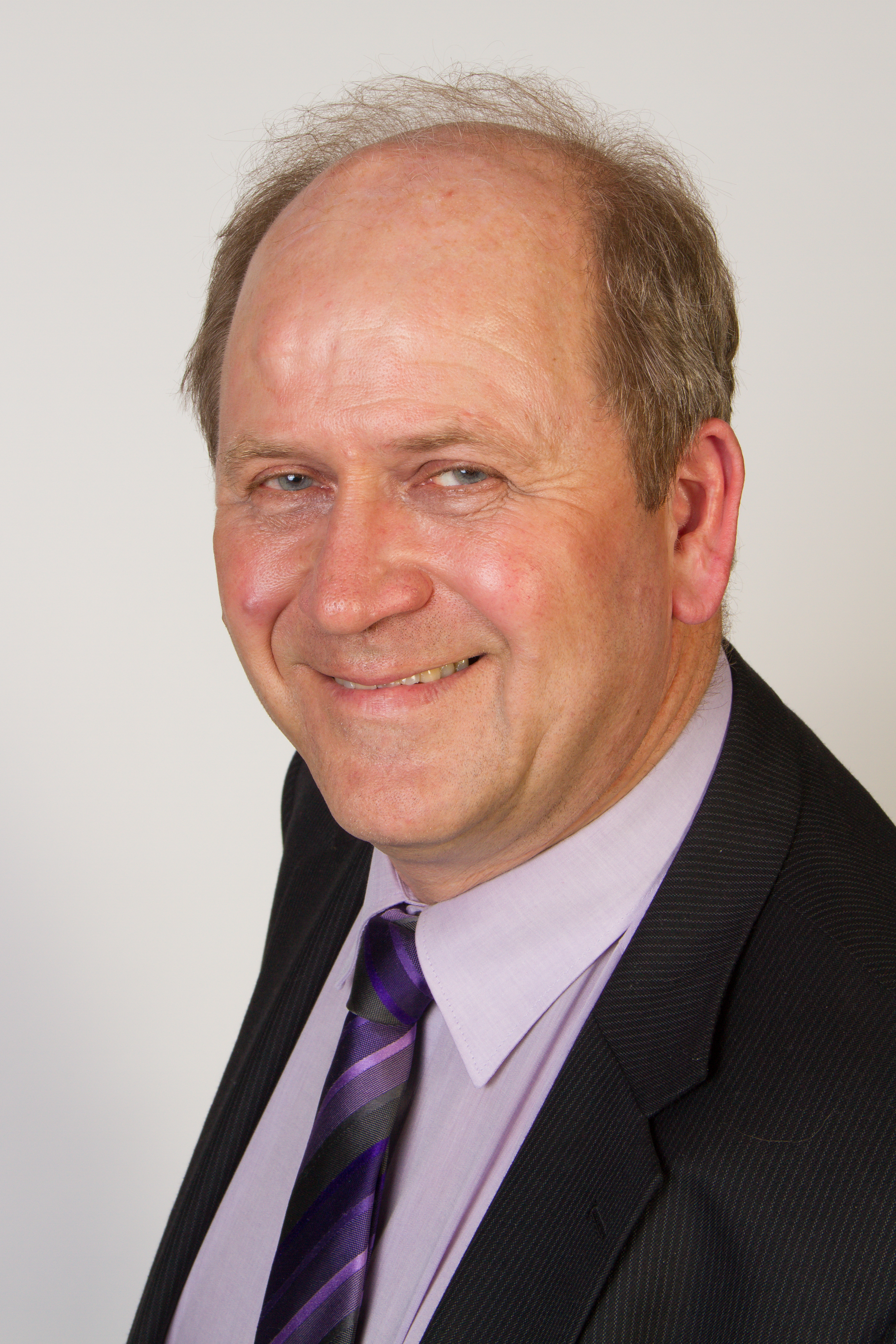
Landtagsabgeordneter: Hermann Grupe, 2013

Die FDP  war an folgenden Landesregierungen in Niedersachsen beteiligt:
| Amtszeit  | Kabinett                                         | Liberale Minister |
| --------- | ------------------------------------------------ | --- |
| 1946      | Kabinett Kopf (Hannover) SPD, FDP, NLP, KPD      | Wilhelm Heile Stellvertretender Ministerpräsident, Wirtschaft und Verkehr(geschäftsführend) |
| 1946–1947 | Kabinett Kopf I SPD, FDP, NLP, KPD               | Theodor Tantzen Stellvertretender Ministerpräsident, Verkehr (bis 11. Januar 1947) Ernst Martens Verkehr (ab 11. Februar 1947) |
| 1947–1948 | Kabinett Kopf II SPD, DP, CDU, FDP, Zentrum, KPD | Johann Albers Ohne Geschäftsbereich |
| 1955–1957 | Kabinett Hellwege I DP, CDU, GB/BHE, FDP         | Konrad Mälzig Aufbau Leonhard Schlüter Kultus(bis 11. Juni 1955) Richard Tantzen Kultus(ab 14. September 1955) |
| 1959–1961 | Kabinett Kopf V SPD, GB/BHE, FDP                 | Carlo Graaff Wirtschaft und Verkehr Arvid von Nottbeck (ab 1956) Justiz |
| 1961–1963 | Kabinett Diederichs I SPD, GB/BHE, FDP           | Carlo Graaff Wirtschaft und Verkehr Arvid von Nottbeck Justiz |
| 1963–1965 | Kabinett Diederichs II SPD, FDP                  | Carlo Graaff Stellvertreter des Ministerpräsidenten, Wirtschaft und Verkehr Jan Eilers Finanzen Arvid von Nottbeck Justiz Hans Mühlenfeld Kultus(bis 24. April 1965) |
| 1974–1976 | Kabinett Kubel II SPD, FDP                       | Rötger Groß Stellvertreter des Ministerpräsidenten, Inneres Erich Küpker Wirtschaft und Verkehr |
| 1977–1978 | Kabinett Albrecht II CDU, FDP                    | Rötger Groß Stellv. Ministerpräsident Inneres Erich Küpker Wirtschaft und Verkehr |
| 1986–1990 | Kabinett Albrecht V CDU, FDP                     | Walter Hirche Wirtschaft, Technologie und Verkehr Heinrich Jürgens Bundes- und Europaangelegenheiten |
| 2003–2008 | Kabinett Wulff I CDU, FDP                        | Walter Hirche Stellv. Ministerpräsident Wirtschaft, Arbeit und Verkehr Hans-Heinrich Sander Umwelt |
| 2008–2010 | Kabinett Wulff II CDU, FDP                       | Walter Hirche (bis 18. Februar 2009) Stellv. Ministerpräsident Wirtschaft, Arbeit und Verkehr (bis 18. Februar 2009) Philipp Rösler Stellv. Ministerpräsident (bis 27. Oktober 2009) Wirtschaft, Arbeit und Verkehr (bis 27. Oktober 2009) Jörg Bode (ab 28. Oktober 2009) Stellvertreter des Ministerpräsidenten Wirtschaft, Arbeit und Verkehr (ab 28. Oktober 2009) Hans-Heinrich Sander Umwelt und Klimaschutz |
| 2010–2013 | Kabinett McAllister CDU/FDP                      | Jörg Bode Stellv. Ministerpräsident Wirtschaft, Arbeit und Verkehr Hans-Heinrich Sander Umwelt und Klimaschutz (bis 17. Januar 2012) Ernährung, Landwirtschaft, Verbraucherschutz und Landesentwicklung (interimistisch mit der Führung der Geschäfte betraut) Stefan Birkner Umwelt und Klimaschutz (ab 18. Januar 2012)                                                                                          |

## Wahlergebnisse

### Wahlergebnisse bei Kreistagswahlen
| Jahr | Ergebnis |
| ---- | -------- |
| 1946 | 7,6 %    |
| 1948 | 9,4 %    |
| 1952 | 3,0 %    |
| 1956 | 7,2 %    |
| 1961 | 6,9 %    |
| 1964 | 9,2 %    |
| 1968 | 9,2 %    |
| 1972 | 5,2 %    |
| 1973 | 7,0 %    |
| 1974 | 6,7 %    |
| 1976 | 7,0 %    |
| 1977 | 6,1 %    |
| 1980 | 8,3 %    |
| 1981 | 6,4 %    |
| 1986 | 4,9 %    |
| 1991 | 5,9 %    |
| 1996 | 4,6 %    |
| 2001 | 6,2 %    |
| 2006 | 6,7 %    |
| 2011 | 3,4 %    |
| 2016 | 4,8 %    |
| 2021 | 6,5 %    |

### Wahlergebnisse bei Landtagswahlen
| Jahr | Wahl                          | Ergebnis | +/-  |
| ---- | ----------------------------- | -------- | ---- |
| 1947 | 1. Niedersächsischer Landtag  | 8,8 %    | -    |
| 1951 | 2. Niedersächsischer Landtag  | 8,3 %    | −0,5 |
| 1955 | 3. Niedersächsischer Landtag  | 7,9 %    | −0,4 |
| 1959 | 4. Niedersächsischer Landtag  | 5,2 %    | −2,7 |
| 1963 | 5. Niedersächsischer Landtag  | 8,8 %    | +3,6 |
| 1967 | 6. Niedersächsischer Landtag  | 6,9 %    | −1,9 |
| 1970 | 7. Niedersächsischer Landtag  | 4,4 %    | −2,5 |
| 1974 | 8. Niedersächsischer Landtag  | 7,0 %    | +2,6 |
| 1978 | 9. Niedersächsischer Landtag  | 4,2 %    | −2,8 |
| 1982 | 10. Niedersächsischer Landtag | 5,9 %    | +1,7 |
| 1986 | 11. Niedersächsischer Landtag | 6,0 %    | +0,1 |
| 1990 | 12. Niedersächsischer Landtag | 6,0 %    | +0,0 |
| 1994 | 13. Niedersächsischer Landtag | 4,4 %    | −1,6 |
| 1998 | 14. Niedersächsischer Landtag | 4,9 %    | +0,5 |
| 2003 | 15. Niedersächsischer Landtag | 8,1 %    | +3,2 |
| 2008 | 16. Niedersächsischer Landtag | 8,2 %    | +0,1 |
| 2013 | 17. Niedersächsischer Landtag | 9,9 %    | +1,7 |
| 2017 | 18. Niedersächsischer Landtag | 7,5 %    | −2,4 |
| 2022 | 19. Niedersächsischer Landtag | 4,7 %    | −2,8 |

### Wahlergebnisse bei Bundestagswahlen
| Jahr | Wahl                    | Landesergebnis | Bundesschnitt |
| ---- | ----------------------- | -------------- | ------------- |
| 1949 | 1. Deutscher Bundestag  | 7,5 %          | 11,9 %        |
| 1953 | 2. Deutscher Bundestag  | 6,9 %          | 9,5 %         |
| 1957 | 3. Deutscher Bundestag  | 5,9 %          | 7,7 %         |
| 1961 | 4. Deutscher Bundestag  | 13,2 %         | 12,8 %        |
| 1965 | 5. Deutscher Bundestag  | 10,9 %         | 9,5 %         |
| 1969 | 6. Deutscher Bundestag  | 5,6 %          | 5,8 %         |
| 1972 | 7. Deutscher Bundestag  | 8,5 %          | 8,4 %         |
| 1976 | 8. Deutscher Bundestag  | 7,9 %          | 7,9 %         |
| 1980 | 9. Deutscher Bundestag  | 11,3 %         | 10,6 %        |
| 1983 | 10. Deutscher Bundestag | 6,9 %          | 7,0 %         |
| 1987 | 11. Deutscher Bundestag | 8,8 %          | 9,1 %         |
| 1990 | 12. Deutscher Bundestag | 10,3 %         | 11,0 %        |
| 1994 | 13. Deutscher Bundestag | 7,7 %          | 6,9 %         |
| 1998 | 14. Deutscher Bundestag | 6,4 %          | 6,2 %         |
| 2002 | 15. Deutscher Bundestag | 7,1 %          | 7,4 %         |
| 2005 | 16. Deutscher Bundestag | 8,9 %          | 9,8 %         |
| 2009 | 17. Deutscher Bundestag | 13,3 %         | 14,6 %        |
| 2013 | 18. Deutscher Bundestag | 4,2 %          | 4,8 %         |
| 2017 | 19. Deutscher Bundestag | 9,3 %          | 10,7 %        |
| 2021 | 20. Deutscher Bundestag | 10,5 %         | 11,5 %        |
| 2025 | 21. Deutscher Bundestag | 4,1 %          | 4,3 %         |

Quelle: Bundeswahlleiter

### Wahlergebnisse bei Europawahlen
| Jahr | Wahl       | Landesergebnis | Bundesschnitt |
| ---- | ---------- | -------------- | ------------- |
| 1979 | Europawahl | 5,3 %          | 6,0 %         |
| 1984 | Europawahl | 4,9 %          | 4,8 %         |
| 1989 | Europawahl | 5,8 %          | 5,6 %         |
| 1994 | Europawahl | 3,9 %          | 4,1 %         |
| 1999 | Europawahl | 2,7 %          | 3,0 %         |
| 2004 | Europawahl | 6,3 %          | 6,1 %         |
| 2009 | Europawahl | 10,2 %         | 11,0 %        |
| 2014 | Europawahl | 2,5 %          | 3,4 %         |
| 2019 | Europawahl | 5,0 %          | 5,4 %         |

## Abgeordnete im Europäischen Parlament
- Jan-Christoph Oetjen, Ausschuss für Transport/Verkehr und Tourismus